# ビックカメラ
株式会社ビックカメラ（英: BIC CAMERA INC.）は、東京都豊島区に本社を置く日本の大手家電量販店チェーン。
東京都豊島区の池袋駅東口に本店を置き、2021年3月時点では17都道府県に直営45店舗、日本空港ビルデング株式会社との出資により設立されたAir BIC株式会社が運営する、Air BIC CAMERA7店舗を展開。
ヤマダデンキに次いで業界第2位。子会社にソフマップ、コジマなどがある。

## 概要
1968年に群馬県高崎市で創業、1978年に東京支店（後に池袋北口店に改称、閉店）を開店し池袋に進出した。社名に「カメラ」と付いている通り、創業当初はカメラ専門のディスカウントストアであったが、その後家電・パソコン等の販売に参入。1990年代以降は、酒類、ゴルフクラブ、寝具、高級ブランド品、自転車、玩具、菓子、飲料など、多種多様な品目を取り扱っている。
パソコン販売については、従来より行っていた販売を強化し、1994年に「株式会社ビックパソコン館」を設立。その後も精力的に出店していたが、2000年以降のパソコン販売の下落を受けて、2003年、ビックカメラ本体に吸収合併した。その後2006年には、株式会社ソフマップを連結子会社化。中古パソコン等の買い取りにおいて高いノウハウを持つソフマップは、ビックカメラ既出店地域における売り場拡張のほか、仙台をはじめとしたビックカメラ未出店地域を間接的にカバーしている。また、多くのビックカメラ店舗にてソフマップのカウンターを設けており、その中にはインショップとして中古販売（PC、パーツ、ソフト、ゲーム）を行っている店舗もある。
拡大路線の一環として、当時家電量販売上高6位だった株式会社コジマとの間で、資本・業務提携契約を締結し、2012年6月26日よりコジマの行う第三者割当増資により3900万株を取得し、50.06%の議決権を取得するとともに役員を派遣して、同社を連結子会社化。これによって、駅前型店舗と郊外型店舗を併せ持った家電量販店グループとなった。両社をあわせたグループ全体の売上高は業界2位に相当している。
また、以前ベスト電器と資本・業務提携を行っていた（現在は解消）関係で、当時ベスト電器の連結子会社であった旧・さくらやの一部店舗を引き継ぎ、これらの店舗はすべてビックカメラに転換している。

### 名称
正しい表記は「ビックカメラ」（BIC CAMERA）であり、「ビッグカメラ」（BIG CAMERA）は誤り。「ビック」（Bic）とは英語の方言で「（外見だけでなく中身も）大きい」の意である（元はBig）。創業者の新井隆司がバリ島を訪れた際に現地の子供たちが使っていた「ビック、ビック」という言葉に、「偉大な」という意味があると聞いて社名に使ったという。
中国語での漢字公式表記では「必客」（Bì kè） や「必客家美乐」「必客家美樂」（Bì kè jiā měi lè）が用いられるが、「必酷」（Bì kù）と表記されることもある。発音はいずれも「ビック」に近い。

### 傾向
レールサイド戦略をとっており、ヨドバシカメラとともに都市部の駅前への出店が多い。大型店の出店傾向として、2001年に有楽町そごうが撤退した読売会館 に有楽町店（現：有楽町本館）をオープンさせた。これ以外にも百貨店跡地への出店が多い。2000年代後半以降は、JR各社が再開発により新たに建設する駅直結施設内への新規出店・および移転を進めており、2008年3月の新横浜店移転以降、水戸駅店までの新規出店 はすべて駅直結施設内への出店である。2010年代時点では、駅ビル建設に合わせて、小型政令指定都市駅前、および地方中核都市駅前への出店を強化しているほか、アウトレット事業の開始に合わせて従来の出店場所とは異なる戦略を打ち出すとしている。また、赤坂見附駅店 や広島駅前店 など駅直結施設への出店も継続して行っている。
詳細な商品情報を求める客に対応すべく、販売部門ごとに、知識・経験の豊富な店員を「専門販売員」として配置している。左腕に付けた緑色の腕章が目印。また、まとめ買い需要 に応える「まとめ買いアドバイザー」を19店舗で導入している。客と共に各販売フロアを廻ってトータルコーディネートを行い、会計も最後に一括で行う。なお、原則として、電話またはWebによる事前予約が必要である。

## 沿革

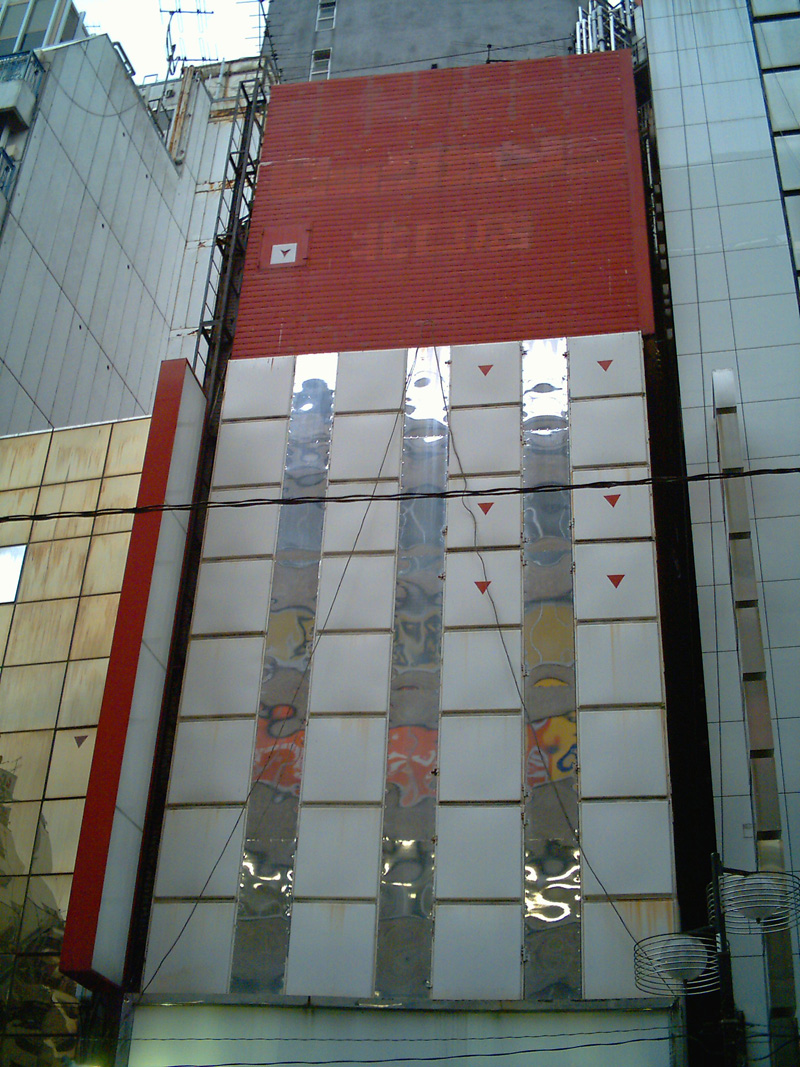
（旧）ビックカメラ池袋北口店

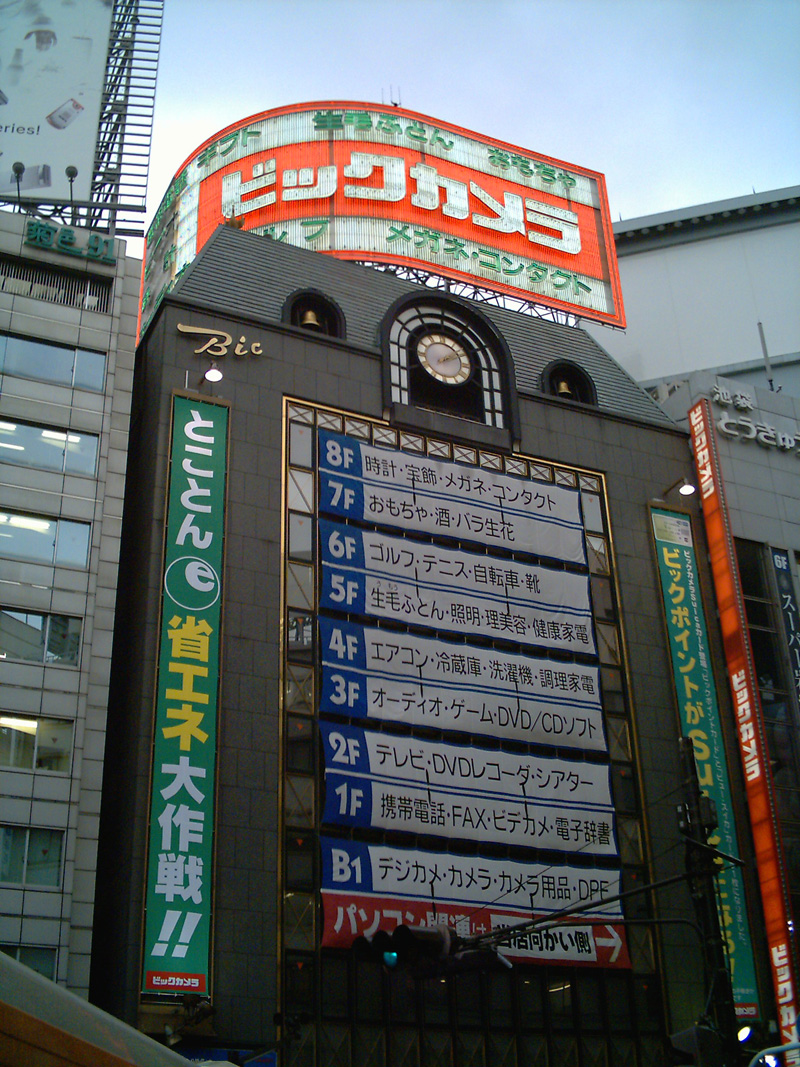
（旧）ビックカメラ池袋本店

- 1968年（昭和43年）3月 - 新井隆司（本名・新井隆二）が、群馬県高崎市中大類町にて株式会社高崎DPセンターを設立。
- 1972年（昭和47年）5月 - 株式会社高崎DPセンターのカメラ販売部門を分離して、株式会社ビックカラーを設立。
- 1978年（昭和53年）
  - 株式会社ビックカラーから株式会社ビックカメラ（高崎）に商号変更。
  - 5月 - 東京支店（後の池袋北口店）開設。
- 1980年（昭和55年）11月21日 - 株式会社ビックカメラ設立。株式会社ビックカメラ（高崎）東京支店を引き継ぎ、池袋店（後の池袋北口店）とする。
- 1994年（平成6年）10月 - パソコン販売部門を分離して、株式会社ビックパソコン館設立。
- 1999年（平成11年）
  - 8月 - ビックカメラを筆頭株主とする日本ビーエス放送企画株式会社設立。
  - 12月 - 日本ビーエス放送企画が日本ビーエス放送株式会社（現・日本BS放送）に商号変更。
- 2001年（平成13年）4月 - ビックパソコン館が、株式会社ビックピーカンに商号変更。
- 2002年（平成14年）8月 - 株式会社興和（旧・株式会社ビックコンタクトレンズ）を吸収合併。
- 2003年（平成15年）
  - 5月 - 株式会社ビックカメラおよび株式会社ビックピーカンが合併。
  - 10月 - インターネットショッピングサイト「ビックカメラ.com」を開設。
- 2005年（平成17年）
  - 1月 - 本店所在地を東京都豊島区西池袋から豊島区高田（旧・専門学校アーバンデザインカレッジ校舎）に移転。
  - 8月 - 株式会社ビックカメラ（高崎）から株式会社ビックカメラに営業譲渡して、グループの経営効率化を図る。
- 2006年（平成18年）
  - 2月 - 株式会社ソフマップを連結子会社化。
  - 7月12日 - 新株式発行および株式売出決議・有価証券届出書提出を行う。
  - 8月10日 - ジャスダックに上場[2]。証券コード3048。
  - 9月
    - 東京放送（TBS、現・TBSホールディングス）に対し3.2%の株式を取得。それに伴い、ラゾーナ川崎店内にTBSストアを新設し、今後他の店舗も出店する方針。
    - 有楽町店本館5階にApple「Apple Shop」1号店開設。

  - 11月 - 埼玉県東松山市に埼玉物流センターを開設。
- 2007年（平成19年）
  - 2月8日 - 株式会社エディオンと資本・業務提携を締結。
  - 3月30日 - エディオンとの経営統合を白紙に。業務提携は継続。
  - 9月20日 - 株式会社ベスト電器と資本・業務提携契約を締結。同契約に基づき、10月5日に第三者割当増資により9.33%の株式を取得して、ベスト電器の筆頭株主になる。
  - 11月 - ベスト電器との初の具体的な業務提携として、岡山駅前店の配送・出張修理・サービス業務を、ベスト電器へ業務委託。ベスト電器のサービス部門子会社「ベストサービス」のカスタマーサポート岡山（CS岡山）が、岡山駅前店の配送・出張修理・サービス業務を受託した。
  - 12月1日 - 日本BS放送のハイビジョン放送局「BS11デジタル」開局。
- 2008年（平成20年）
  - 3月6日 - ベスト電器との業務提携に基づき、ベスト電器広島本店をビックカメラベスト広島店としてリニューアルオープン。
  - 6月10日 - 東京証券取引所1部に上場。
  - 8月25日 - ベスト電器による第三者割当による自己株式処分を引き受け、同社の14.95%の筆頭株主になる。
  - 8月29日 - ジャスダック証券取引所上場廃止。
  - 10月 - ベスト電器株式を15.03%まで追加取得し、同社を持分法適用関連会社とする。両者合わせたグループで、家電量販店売上げ2位となる。
- 2009年（平成21年）
  - 1月16日 - 東京証券取引所が、上場規程施行規則605条1項14号（虚偽記載）を理由に、監理銘柄に指定[7]。
  - 2月20日 - 虚偽記載問題の責任を取って、新井会長が退任。
  - 3月24日 - 東京証券取引所による監理銘柄指定が解除され、上場を維持。
  - 6月5日 - ベスト電器との共同出資会社・株式会社B&Bの運営によるフランチャイズ第1号店のビックカメラ山口店（旧ベスト電器山口本店）が開店。
  - 9月1日 - 株式会社ビック・スポーツ（スポーツ用品販売会社）、株式会社ビック・トイズ（玩具販売会社）、株式会社ビックオフ（展示品レンタル・販売会社）の完全子会社3社を吸収合併。
- 2010年（平成22年）
  - 1月26日 - ベスト電器の子会社である株式会社さくらやの清算決定に伴い、さくらや4店舗の継承を発表[8]。
  - 1月29日 - 株式交換を実施し、株式会社ソフマップを完全子会社化（ソフマップは1月26日に上場廃止）。
  - 2月12日 - ビックカメラに転換する店舗の第1号店として、ビックカメラ船橋駅店が開店。その他3店舗も、3月4日までに開店[9]。
  - 3月1日 - ビックポイントとソフマップポイントの交換サービス、さくらやポイントのビックポイントへの移行サービスを開始。
  - 8月1日 - 有楽町店に一般薬・健康食品・ケア用品取り扱いコーナー「ビックドラッグ」を開設。同時にクオール株式会社と提携し、調剤薬局「クオール薬局ビックカメラ有楽町店」を開店。
  - 10月1日 - 完全子会社の株式会社ビックカメラアウトレットを設立。
- 2011年（平成23年）
  - 6月23日 - ビックカメラ水戸駅店をエクセルみなみ4・5階に出店[10][11]。
- 2012年（平成24年）
  - 3月1日 - 完全子会社の株式会社ソフマップを吸収合併（ソフマップの営業は、会社分割により（新）株式会社ソフマップが承継）。
  - 5月11日 - 同業の株式会社コジマと業務資本提携を締結すると発表[4]。
  - 5月18日 - 楽天市場にオンラインストア「ビックカメラ楽天市場店」を開店[12]。
  - 6月26日 - コジマによる第三者割当増資を受け入れ、増資後発行済み株式50.06%（議決権割合50.06%）を取得し連結子会社化。
  - 7月5日 - ビックカメラ新宿東口新店が、新宿駅東口の新宿三越アルコット閉鎖後の建物に出店[13][14]。
  - 8月23日 - 9月1日付けで創業者の新井隆司相談役が取締役を兼ねない会長に就任することを発表[15]。
  - 9月27日 - 新宿東口新店のテナントとしてユニクロが入居するのを機に、同店をビックカメラとユニクロのコラボレーション店舗「ビックロ」としてリニューアル。「新宿東口新店」の店舗名称も「ビックロ ビックカメラ新宿東口店」に変更。
- 2013年（平成25年）
  - 3月21日 - 同月31日付で、ベスト電器と提携解消することを正式発表[16]。
  - 6月5日 - NTTドコモのMVNO（IIJmio）を利用したLTEと無線LANサービス、ビックカメラオリジナルSIMを開始[17]。
  - 6月7日 - ビックカメラ赤坂見附駅店をベルビー赤坂（赤坂見附駅ビル）に出店[18][19]。
- 2015年（平成27年）1月1日 - ルネサスエレクトロニクス高崎女子ソフトボール部から選手、スタッフを受け入れ、ビックカメラ女子ソフトボール高崎を創部[20]。
- 2016年（平成28年）
  - 5月19日 - ビックカメラあべのキューズモール店をあべのキューズモール3階に出店[21]。
  - 9月14日 - ビックカメラ広島駅前店を広島駅前のビックフロント広島（広島駅南口Bブロック再開発ビル）の地下2階～3階に出店[22]。
- 2017年（平成29年）
  - 4月7日
    - ビックカメラ名古屋JRゲートタワー店をJRゲートタワー9階と10階に出店[23][24][25]。関東圏以外では初の駅東西双方への出店を果たす。
    - 有楽町店とビックロ新宿東口店でビットコインによる決済を試験導入[26]。以降、7月26日までに全店で導入を完了した。

  - 6月5日 - 東京都千代田区のソフマップ秋葉原本館を転換したビックカメラAKIBAをこの日よりフロアごとに順次開店し、同月22日にグランドオープン。併せてソフマップの店舗も再編し、ビックカメラを含めた秋葉原地区の店舗「AKIBAビックマップ」と総称する[27][28][29]。
  - 8月13日 - 陸上部に所属する小林快[30] が世界陸上ロンドン大会で銅メダル獲得[31]。
  - 9月29日 - ビックカメラ京王調布店をトリエ京王調布B館に出店[32][33][34][35]。
  - 11月17日 - ビックカメラ船橋東武店[36] を千葉県船橋市の東武百貨店船橋店の2階と3階に出店。南口の船橋フェイスビルに出店している船橋駅FACE店（2010年にさくらや船橋店から転換。2017年9月にビックカメラ船橋駅店から店名変更）は同店開業後も存続[37] し、船橋地区も2店舗体制となる。
  - 11月24日 - トイズ事業部初の単独店舗「ビックトイズプライムツリー赤池店」を愛知県日進市のプライムツリー赤池3階に出店。（家電製品は、2階に「コジマ×ビックカメラプライムツリー赤池店」（コジマ運営）が出店。）
  - 11月28日 - 取扱品目を絞った新業態「ビックカメラセレクト」の1号店を東京都渋谷区の原宿・竹下通りに出店。
  - 12月19日 - 楽天と新会社を設立し、2018年4月より楽天市場店を引き継いだ「楽天ビック」の開始やビックカメラの店舗での楽天スーパーポイントの運用開始など共同で新規サービスを展開することで合意したと発表[38]。
- 2020年（令和2年）2月7日 - 日本橋三越店を日本橋三越内に出店[39]。
- 2021年（令和3年）
  - 3月5日 - アミュプラザくまもと店をJR熊本白川ビル1・2階に出店[40]。
  - 6月 - 同月に発表された2019年度の小売業世界ランキングで132位（日本企業の中では8位）[41]。
- 2022年（令和4年）
  - 6月10日 - 高槻阪急店を高槻阪急3階に出店[42][43]。
  - 9月2日 - 東日本旅客鉄道（JR東日本）と協業し、同社運営のショッピングサイト「JRE MALL」内にJRE MALL店を出店[44]。
  - 11月1日 - 千葉市中央区に千葉駅前店を出店[45][46]。
- 2023年（令和5年）
  - 夏 - テーマソングがリニューアル[47][48][49][50]。
  - 9月1日 - ビックカメラ札幌店が札幌エスタから東急百貨店さっぽろ店の5・6階に移転した。

## 店舗
- レールサイドへの出店へが基本であり、 グループ外の他社所有の駅前の商業施設（JRの駅ビルなど）にテナントとして入居するケースが多い[注 11]。同様の形態をとっているヨドバシカメラは自社で土地を取得してビルを建設するケース、もしくは百貨店や旧国鉄などの建物の跡地や建物自体を買い取るケースが多く、違いが見られる。
- 現行店舗の詳細については、公式サイト「ビックカメラ　店舗一覧」を参照。を参照。なお、「コジマ×ビックカメラ」ブランドの店舗は、コジマが展開しているブランドであるため、コジマを参照。
- ご当地ソングを持つ店舗（群）については公式サイト[51] を参照。

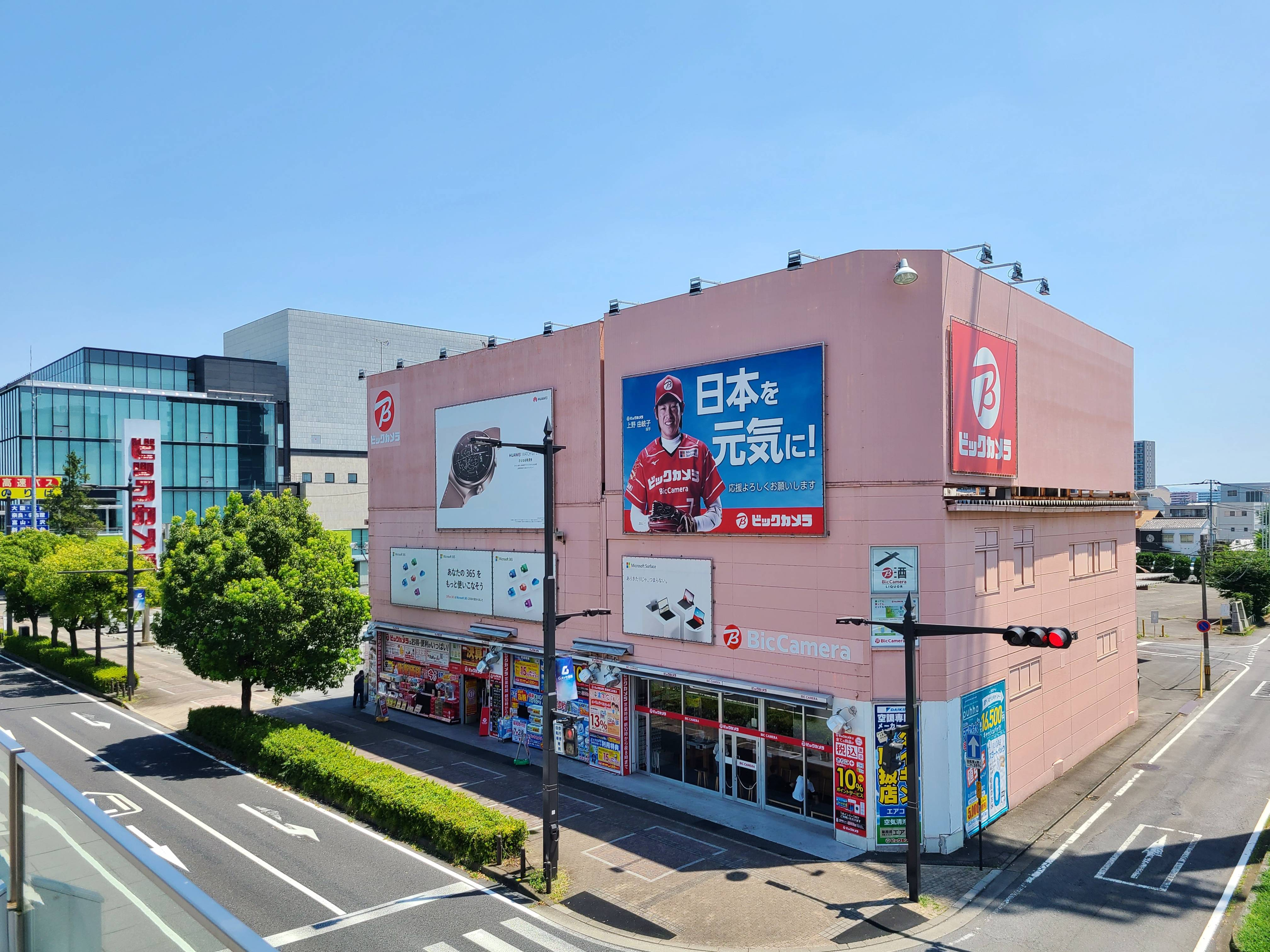
ビックカメラ・高崎東口店
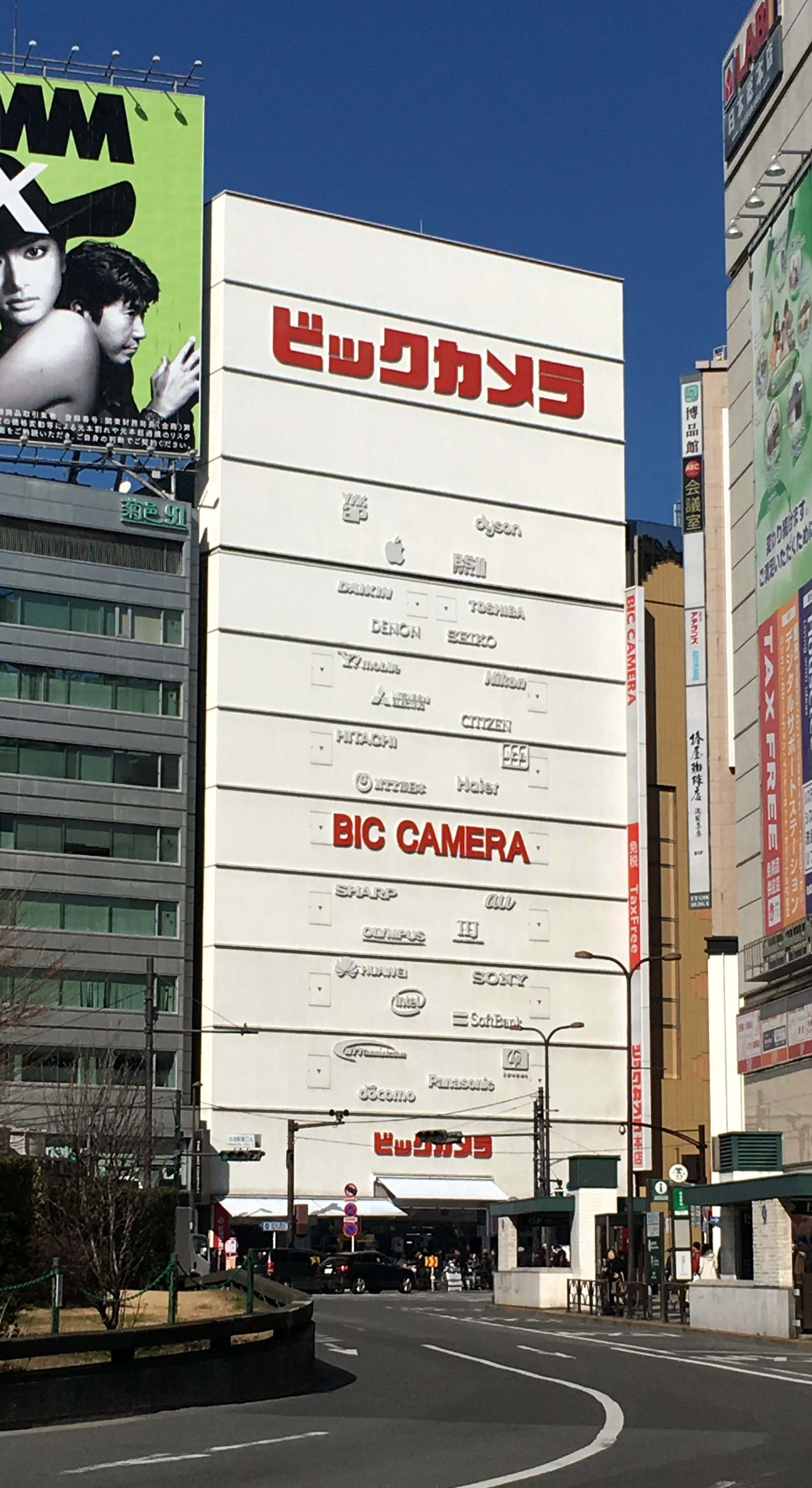
ビックカメラ・池袋本店
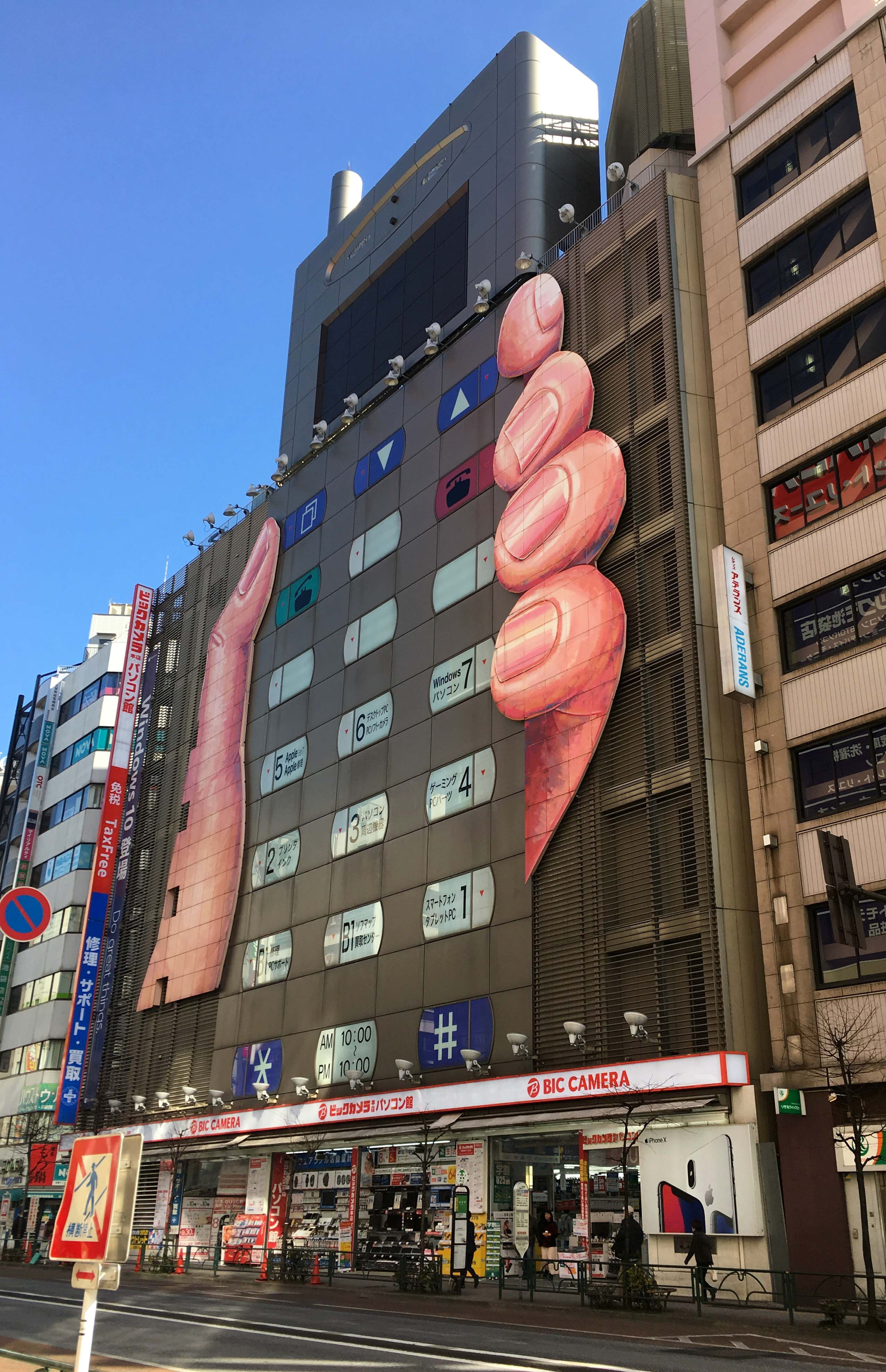
ビックカメラ・池袋本店パソコン館
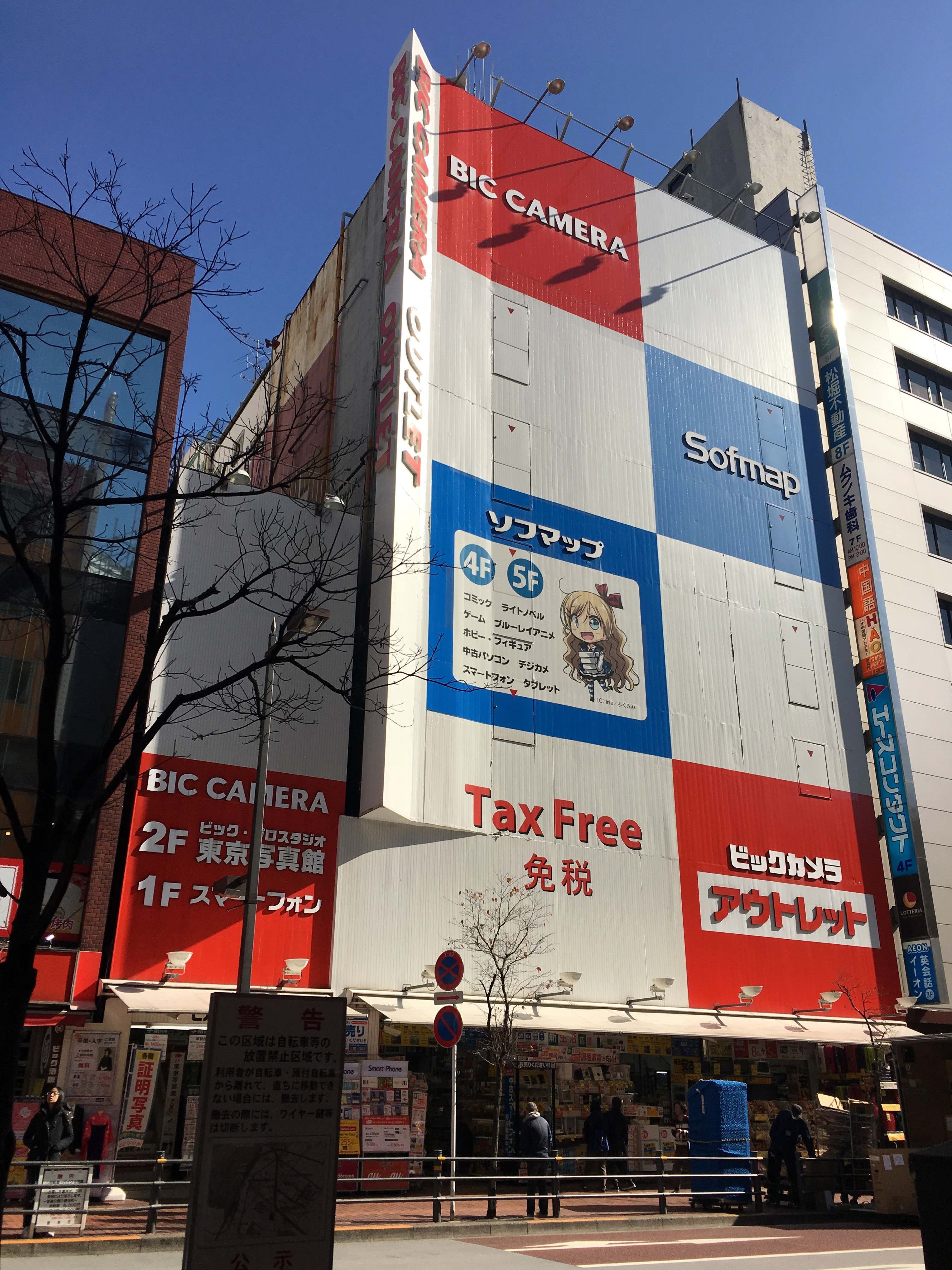
ビックカメラ・アウトレット池袋東口店
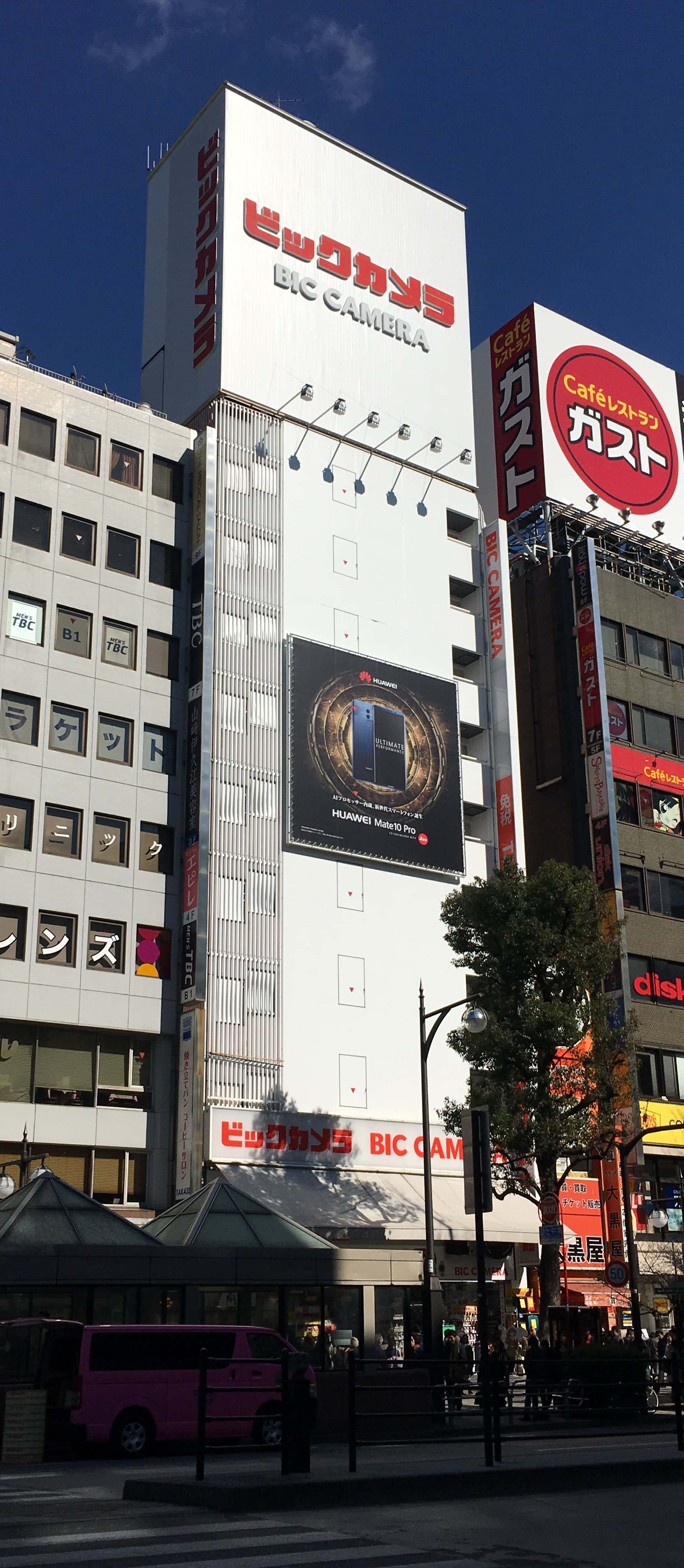
ビックカメラ・池袋東口カメラ館
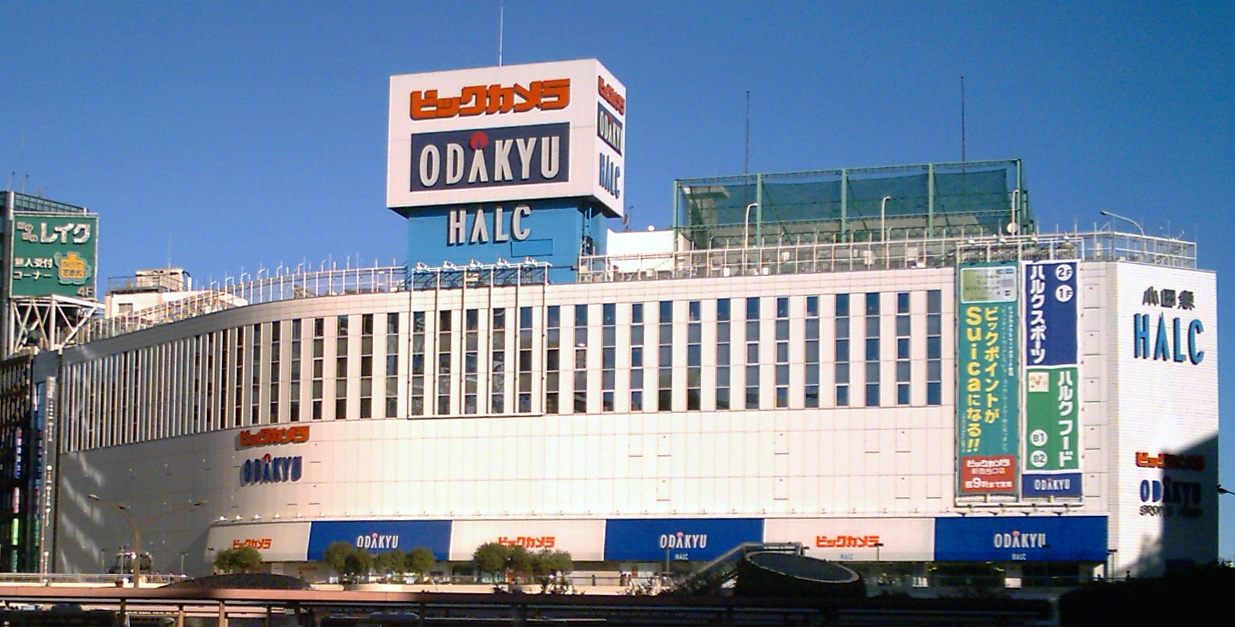
ビックカメラ・新宿西口店（新宿西口ハルク）
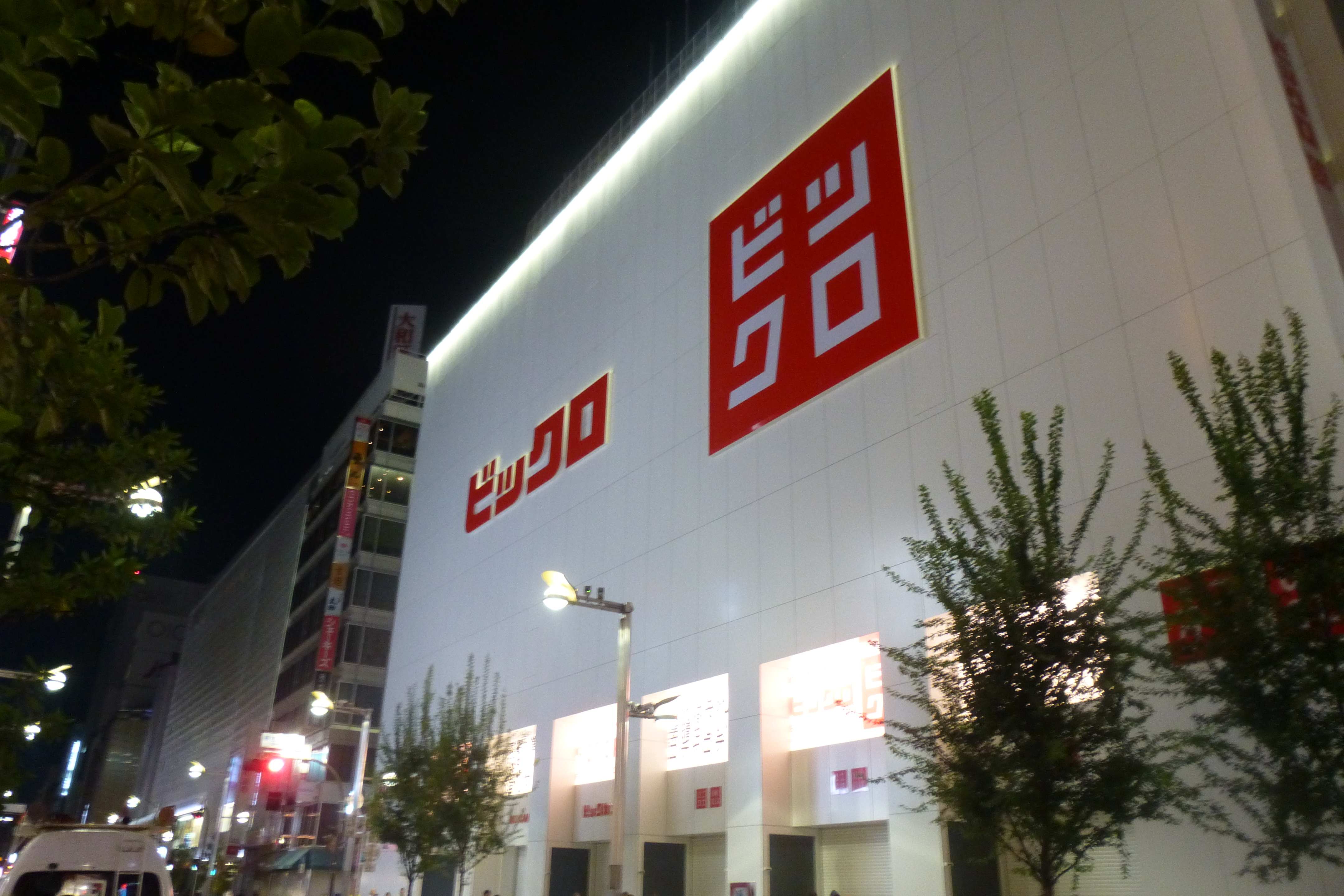
ビックロ ビックカメラ・新宿東口店（現在はビックカメラ単独店舗）
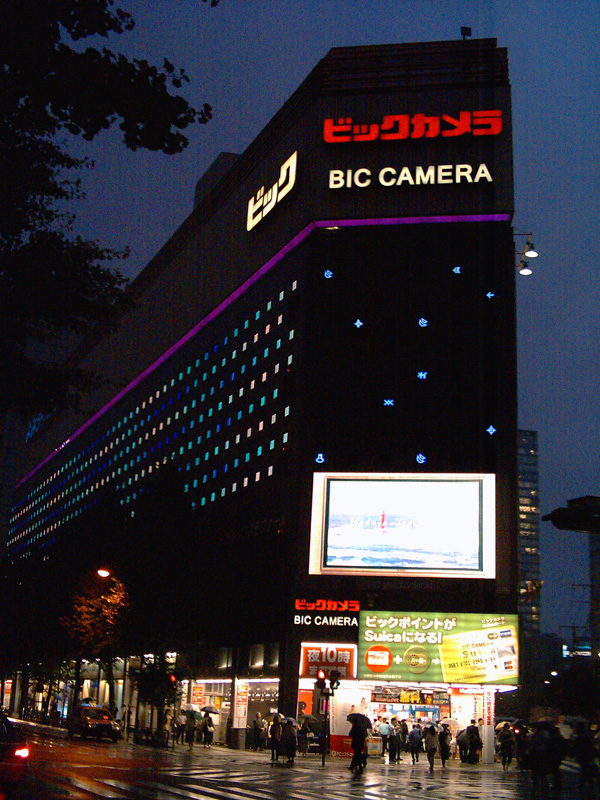
ビックカメラ・有楽町本館（読売会館）
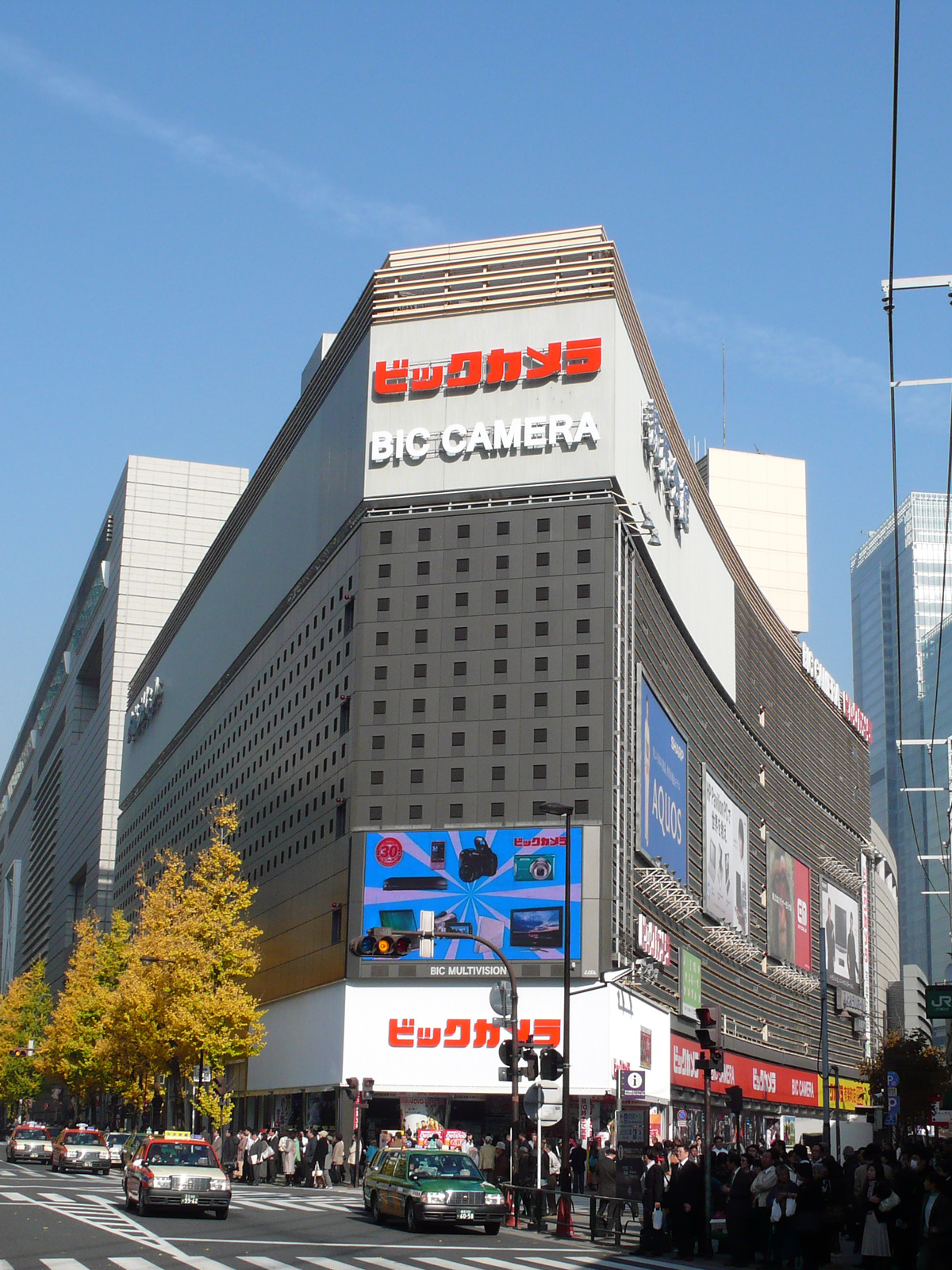
ビックカメラ・有楽町本館（読売会館）
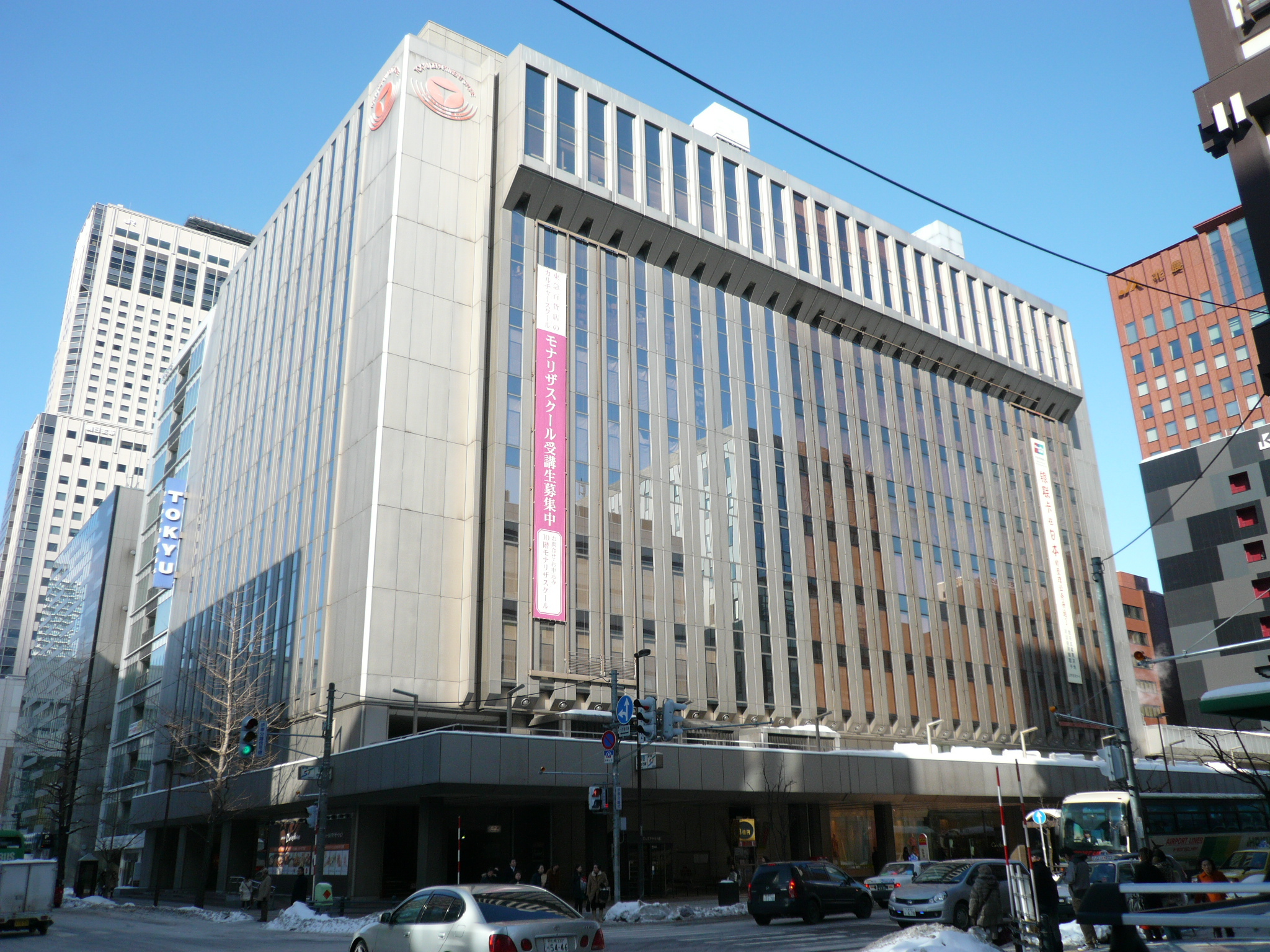
ビックカメラ・札幌店(東急百貨店さっぽろ店)
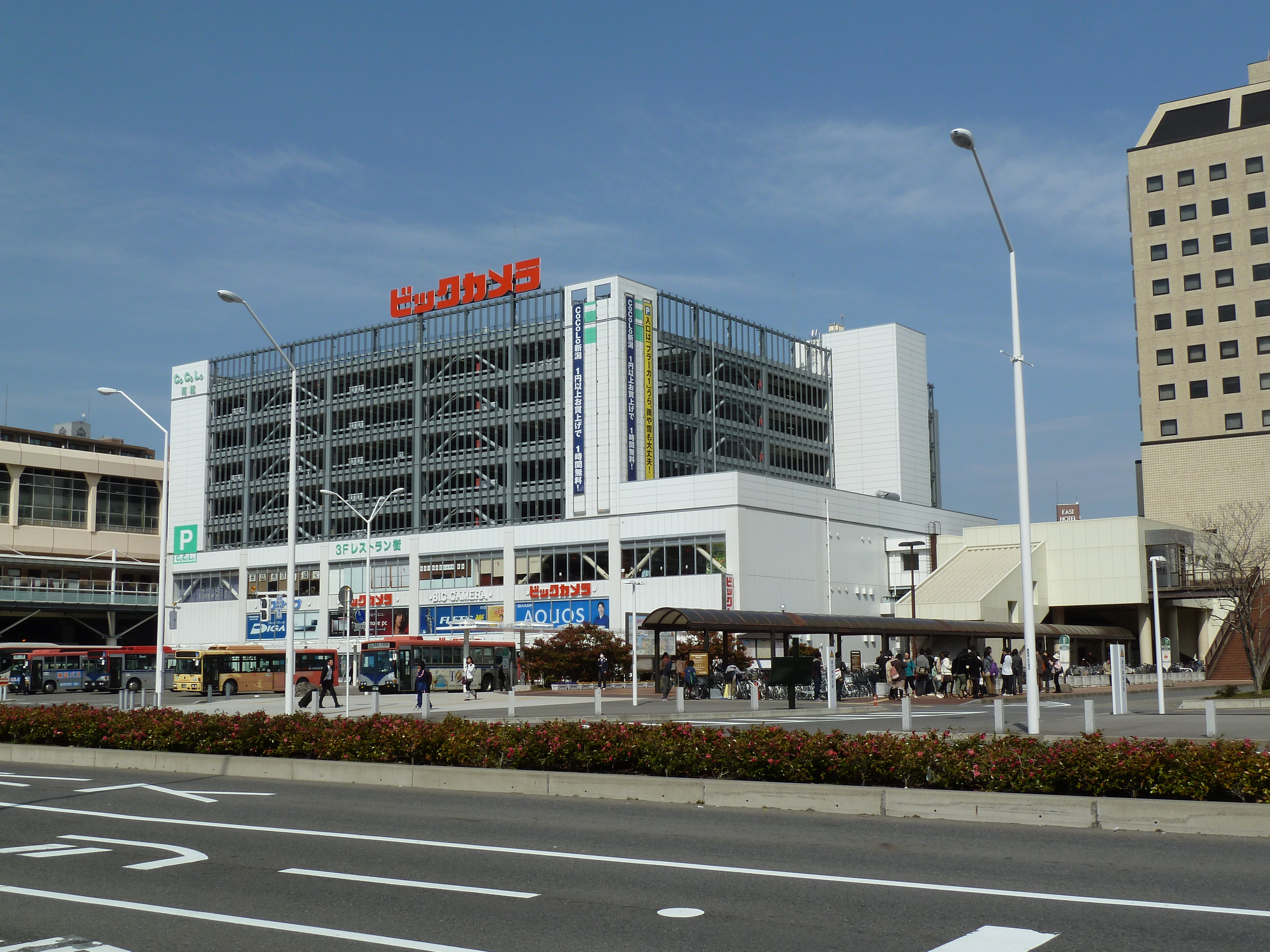
ビックカメラ・新潟店
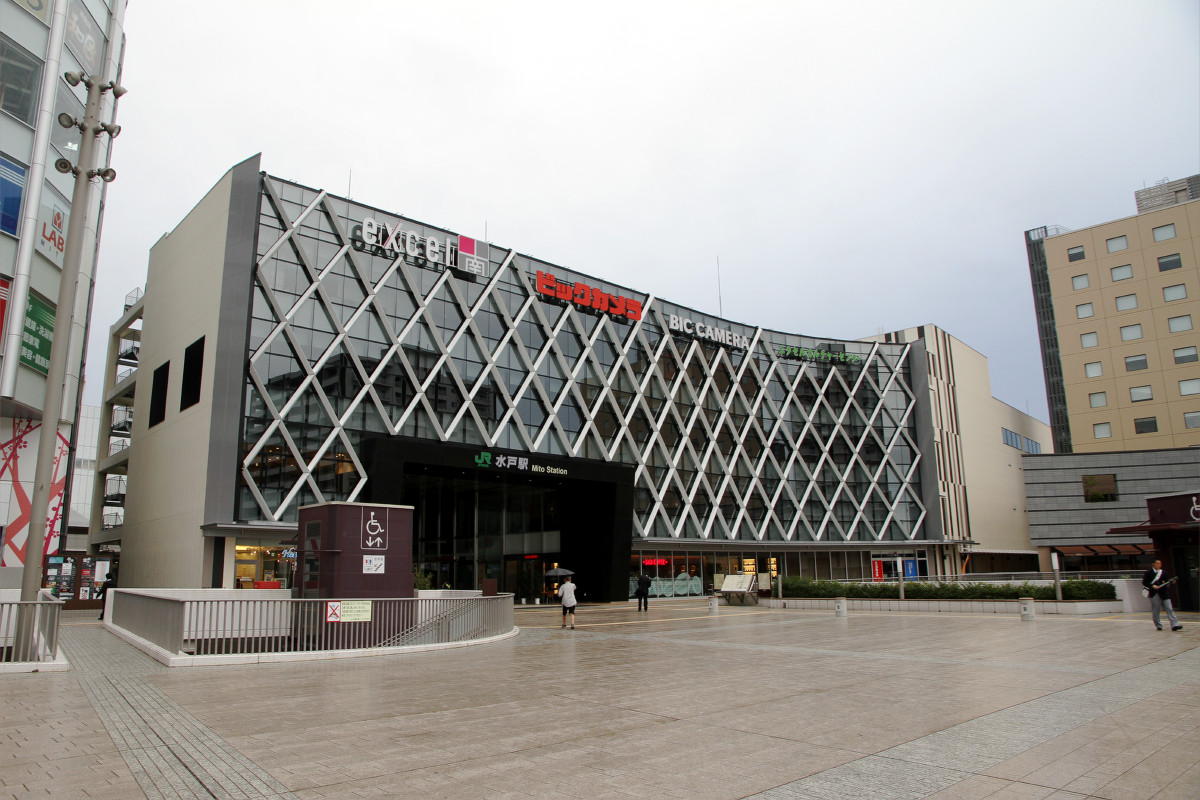
ビックカメラ・水戸駅店（エクセルみなみ）
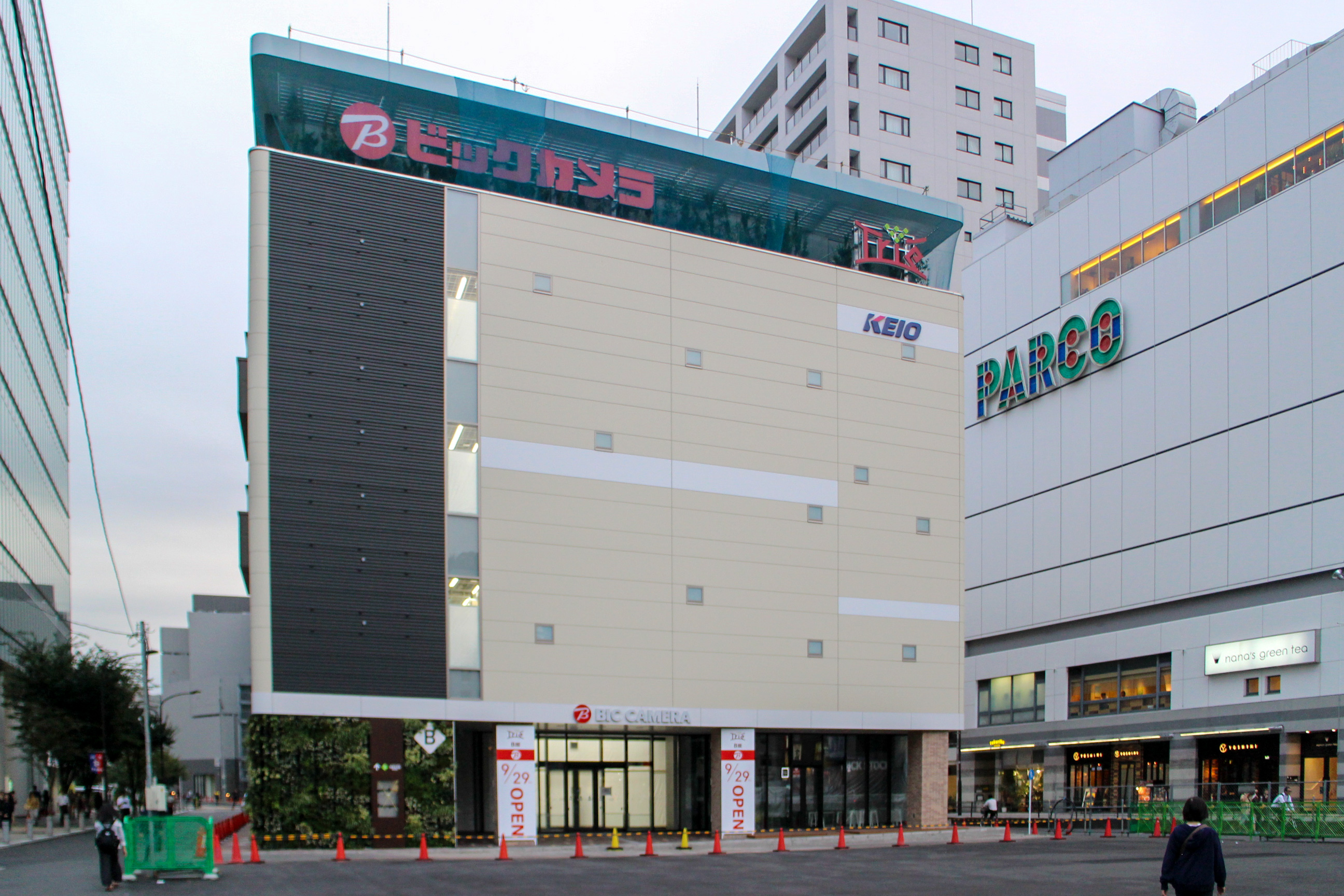
ビックカメラ・京王調布店（トリエ京王調布）
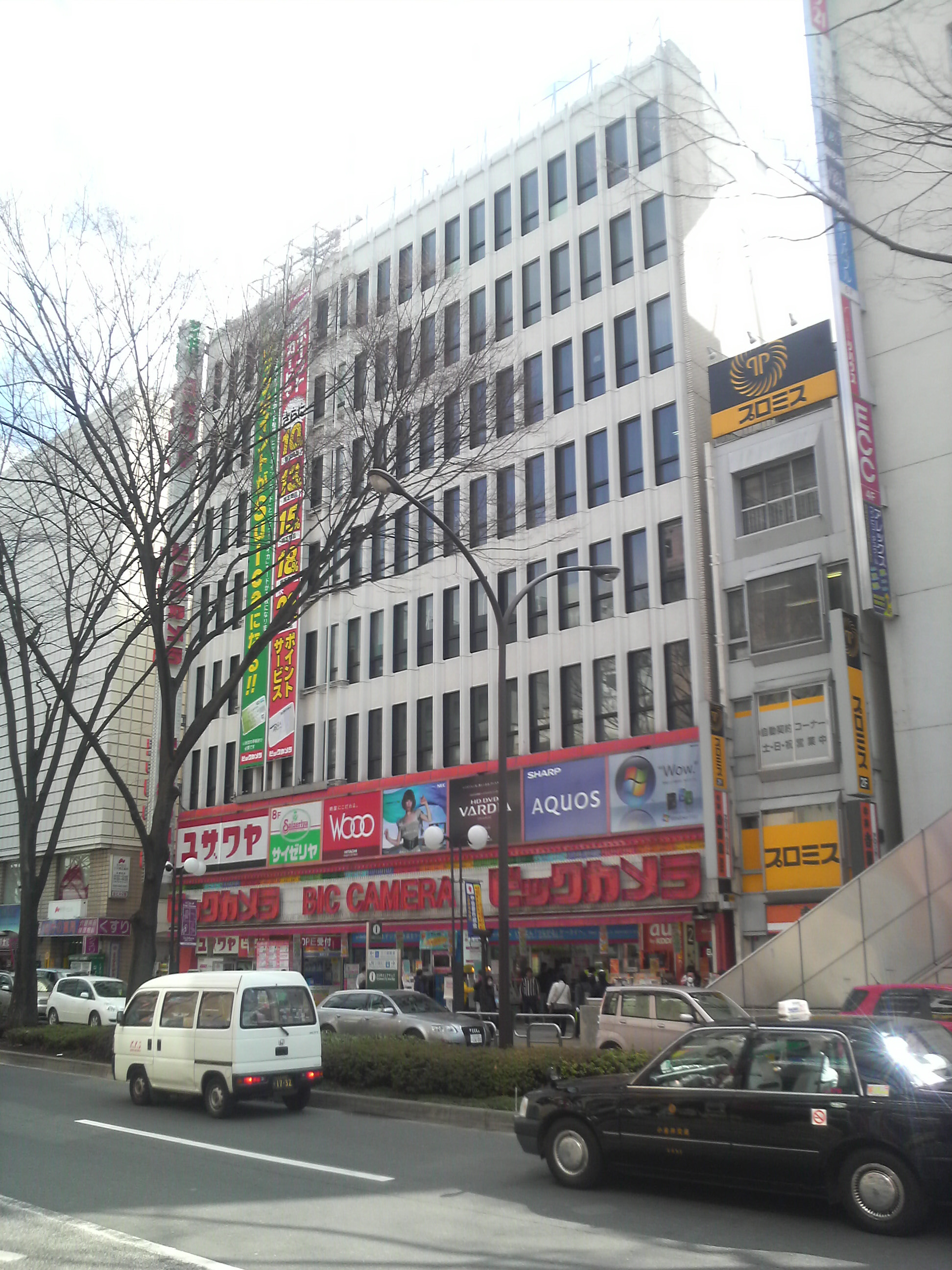
ビックカメラ・立川店
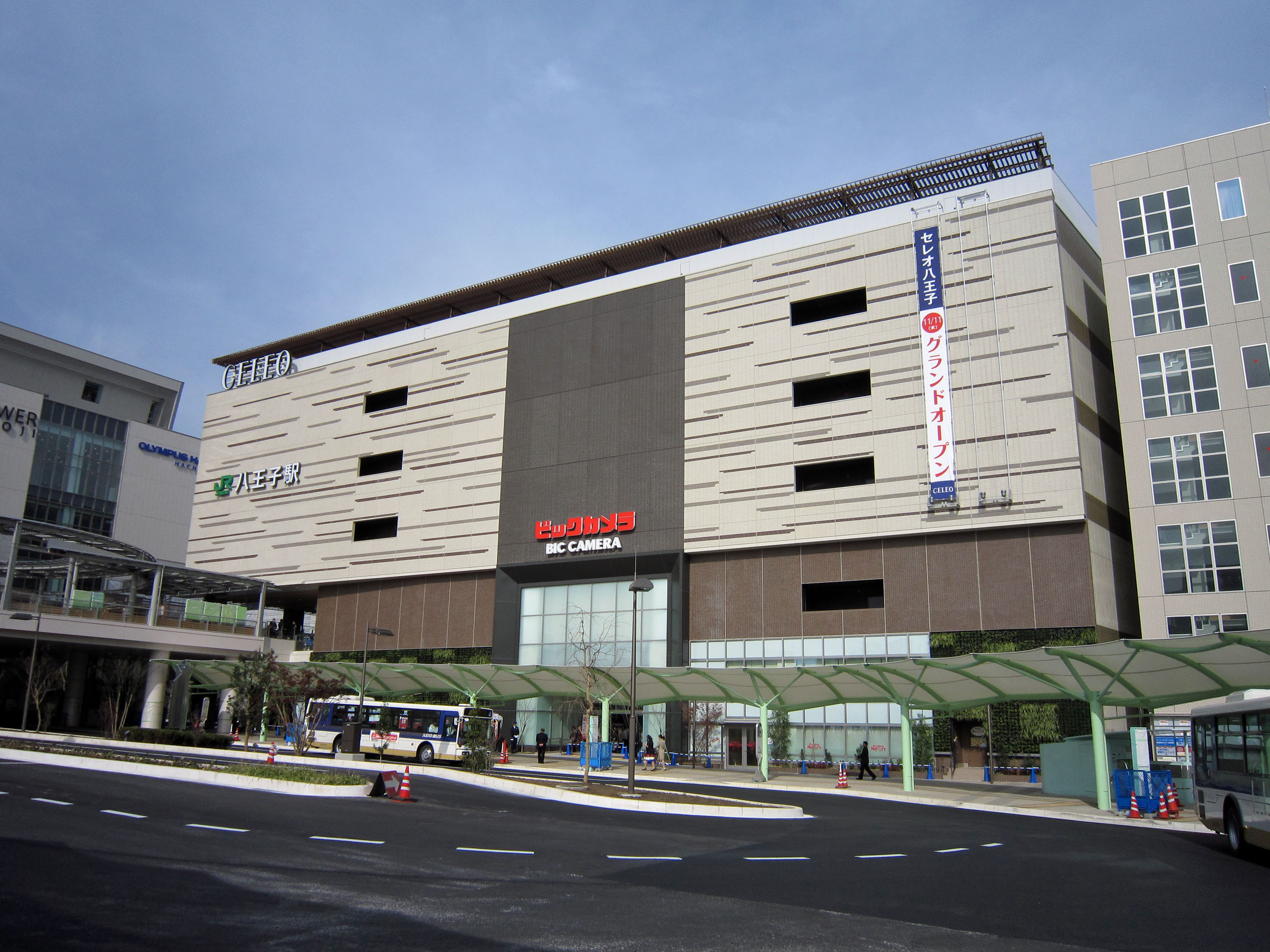
ビックカメラ・JR八王子駅店（セレオ八王子）
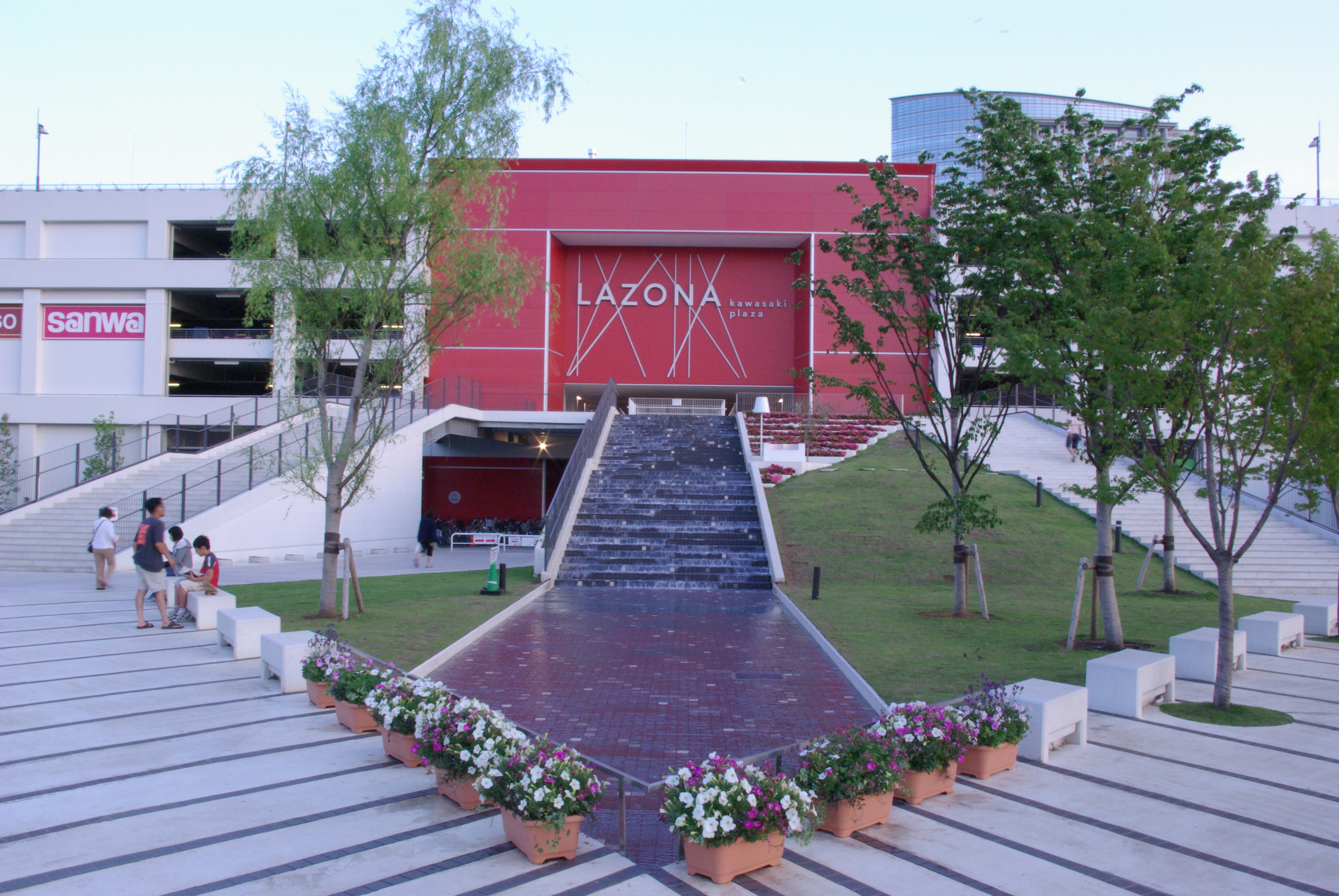
ビックカメラ・ラゾーナ川崎店（ラゾーナ川崎プラザ）
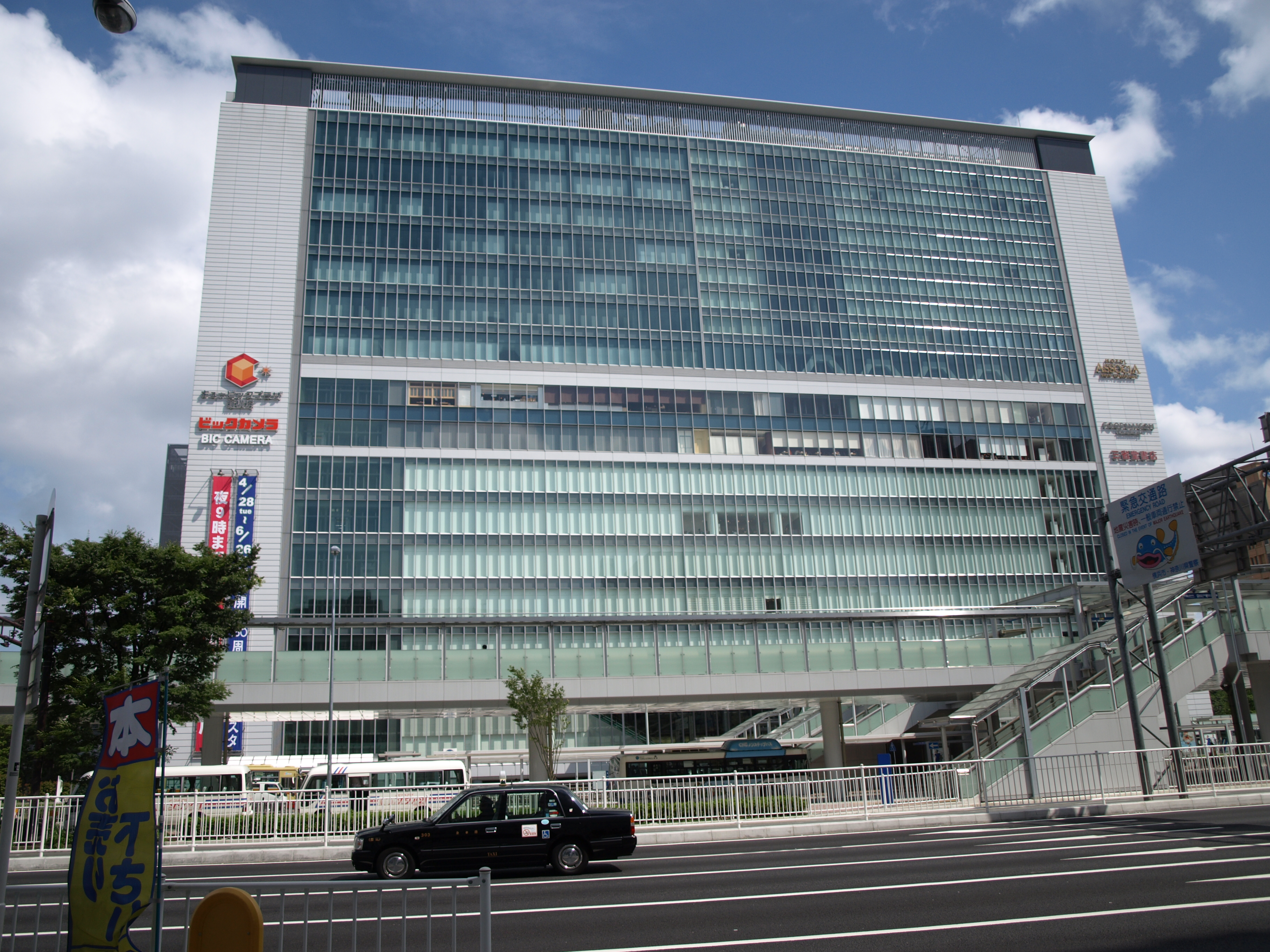
ビックカメラ・新横浜店（キュービックプラザ新横浜）
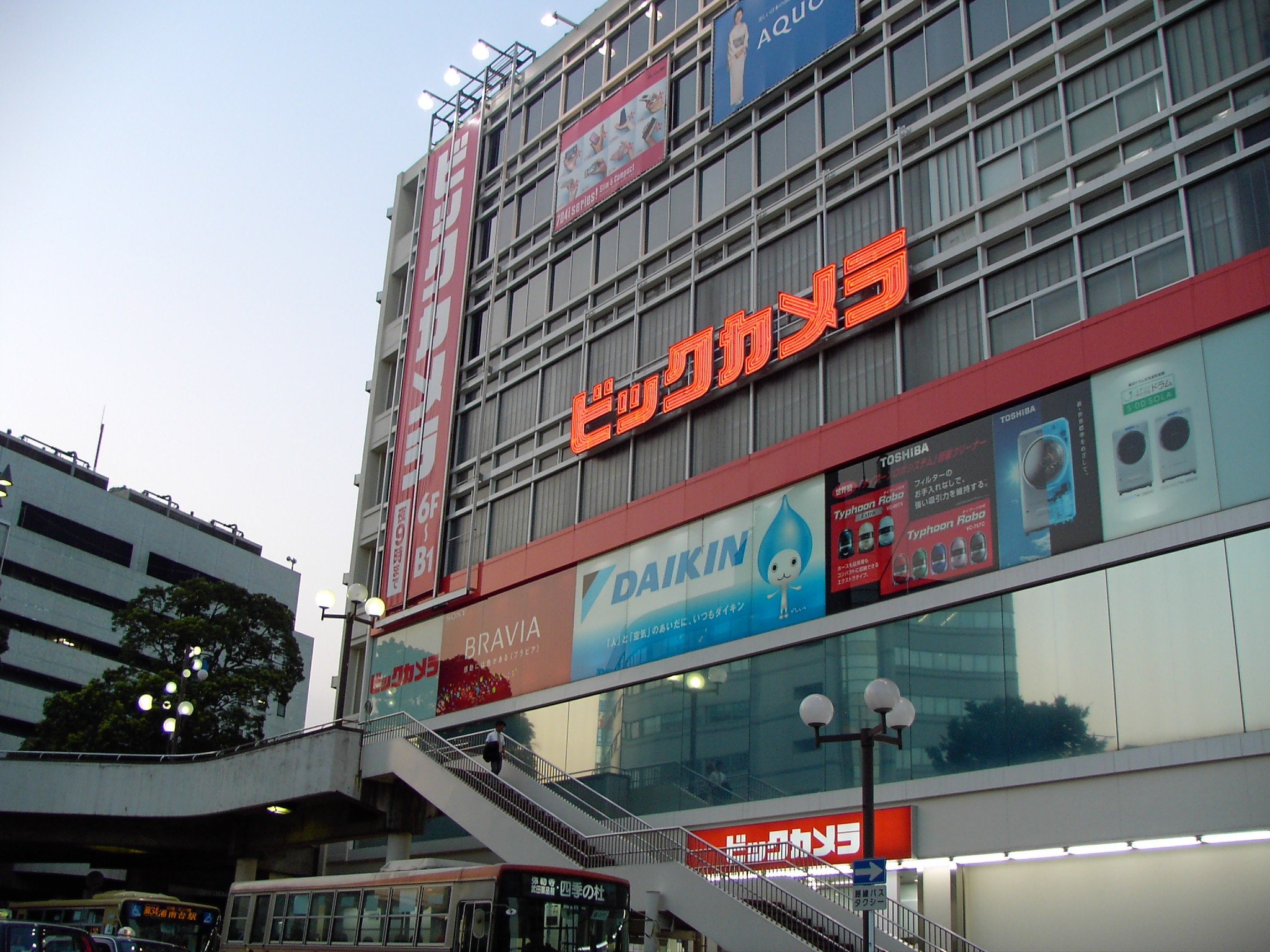
ビックカメラ・藤沢店
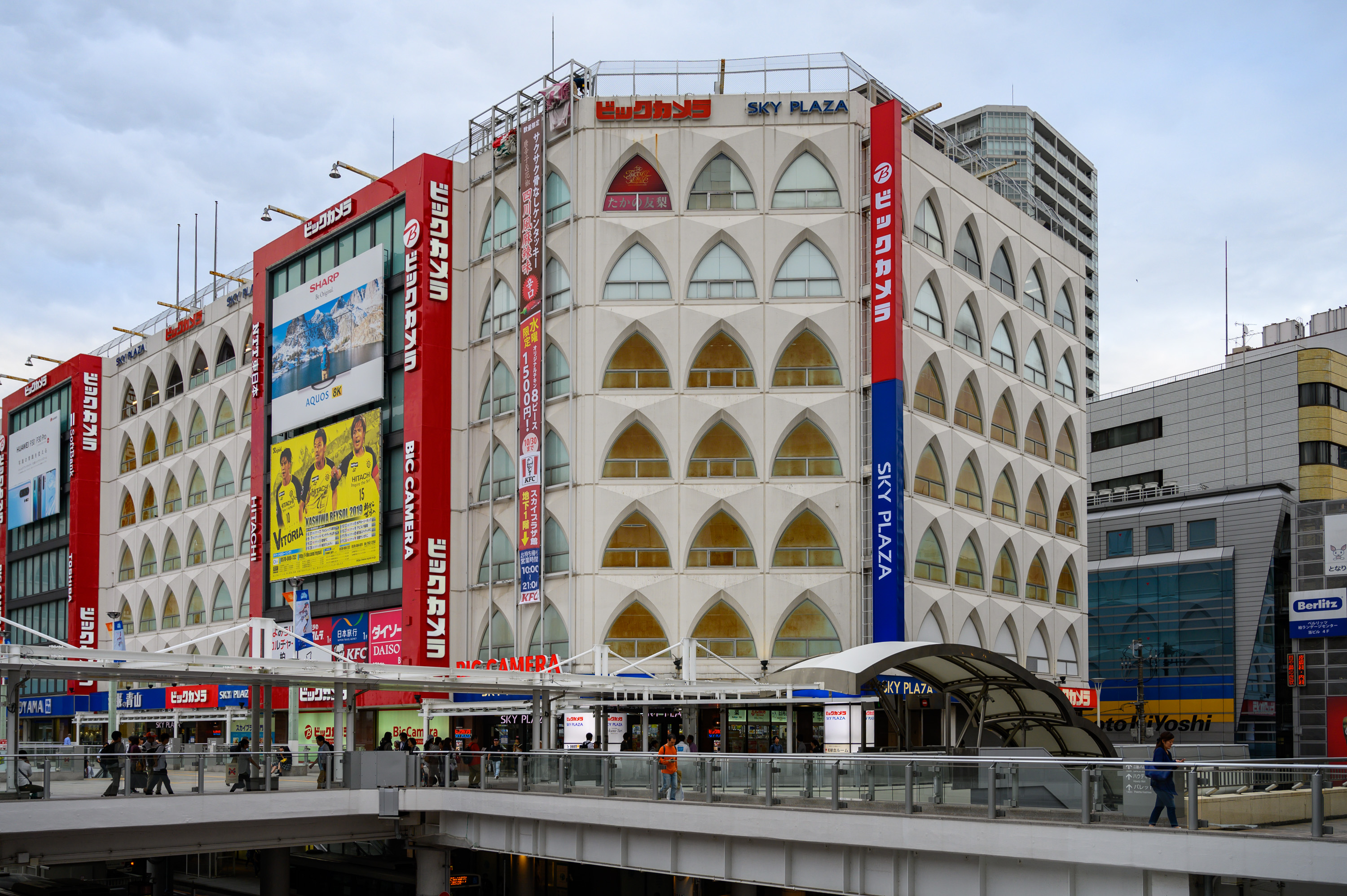
ビックカメラ・柏店（スカイプラザ柏）
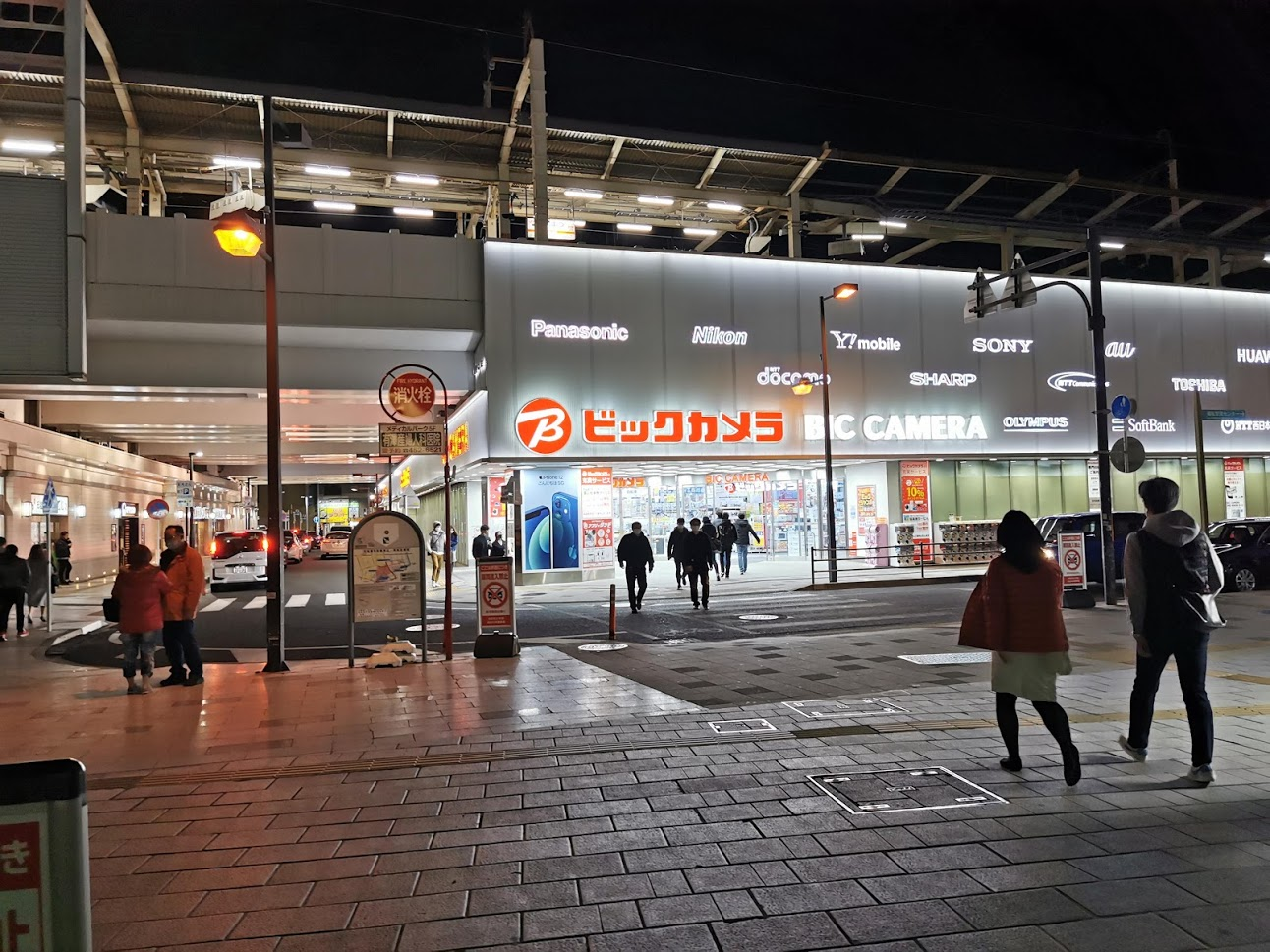
ビックカメラ・浜松店
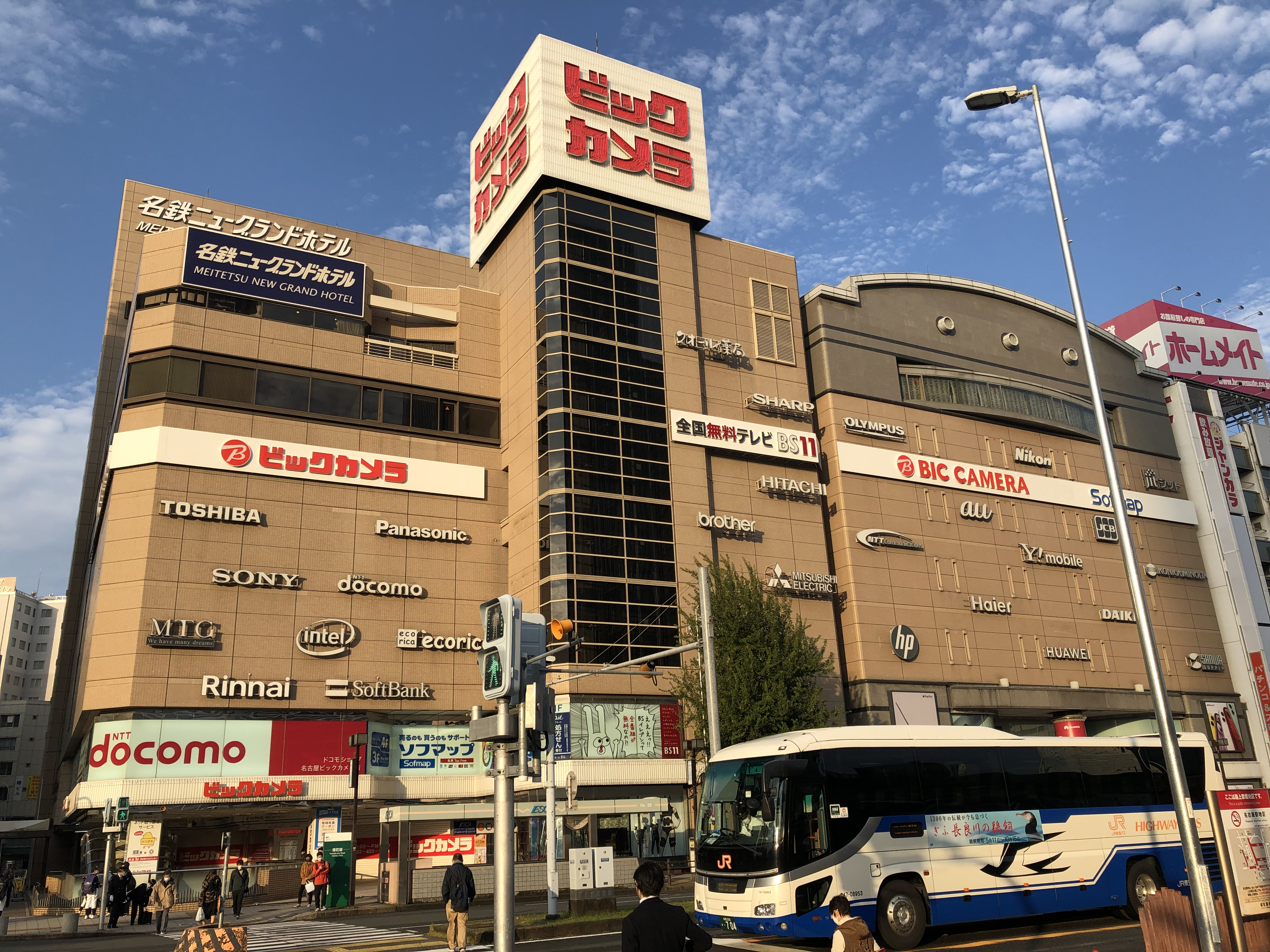
ビックカメラ・名古屋駅西店
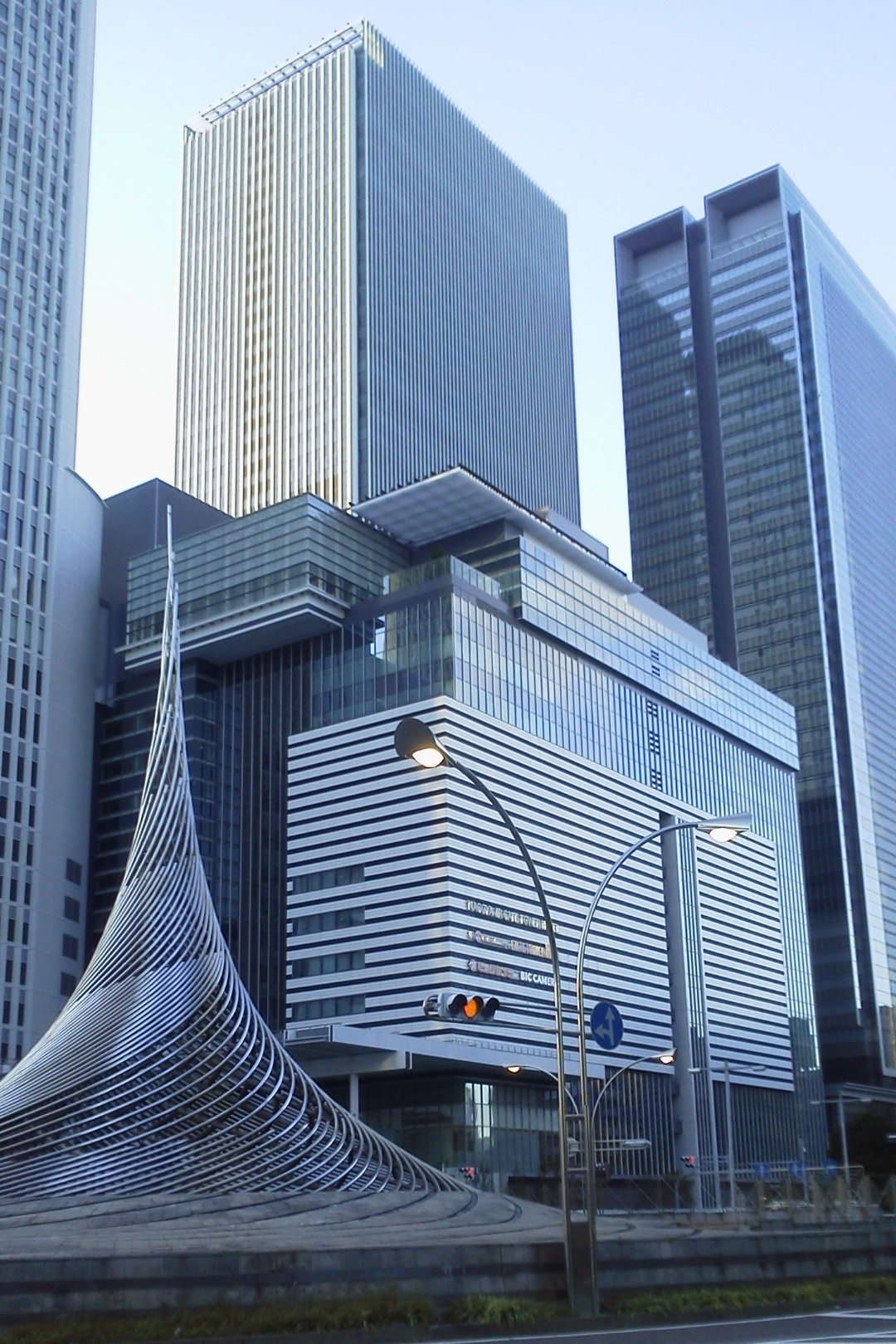
ビックカメラ・名古屋JRゲートタワー店
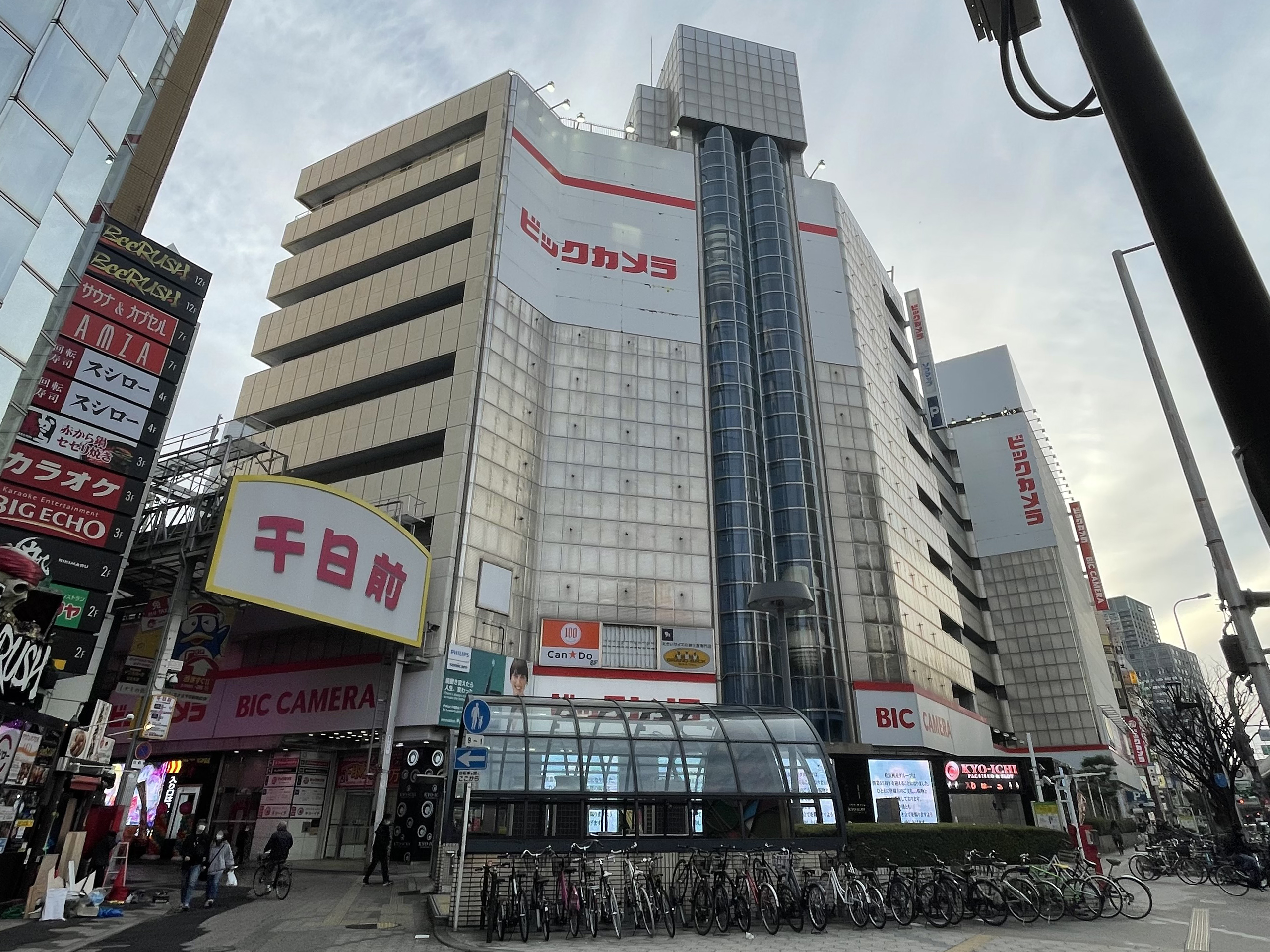
ビックカメラ・なんば店（エスカールなんば）
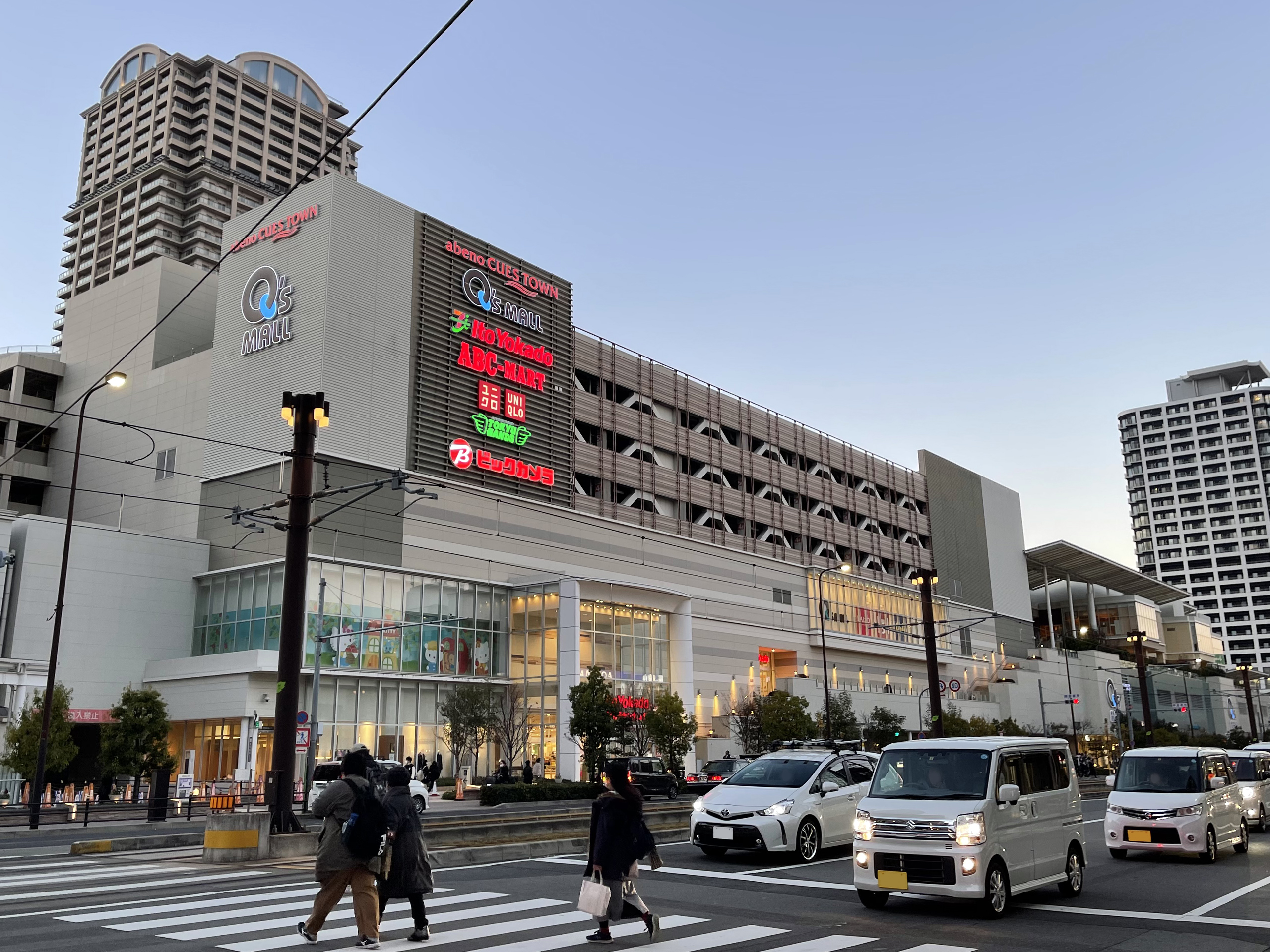
ビックカメラ・あべのキューズモール店
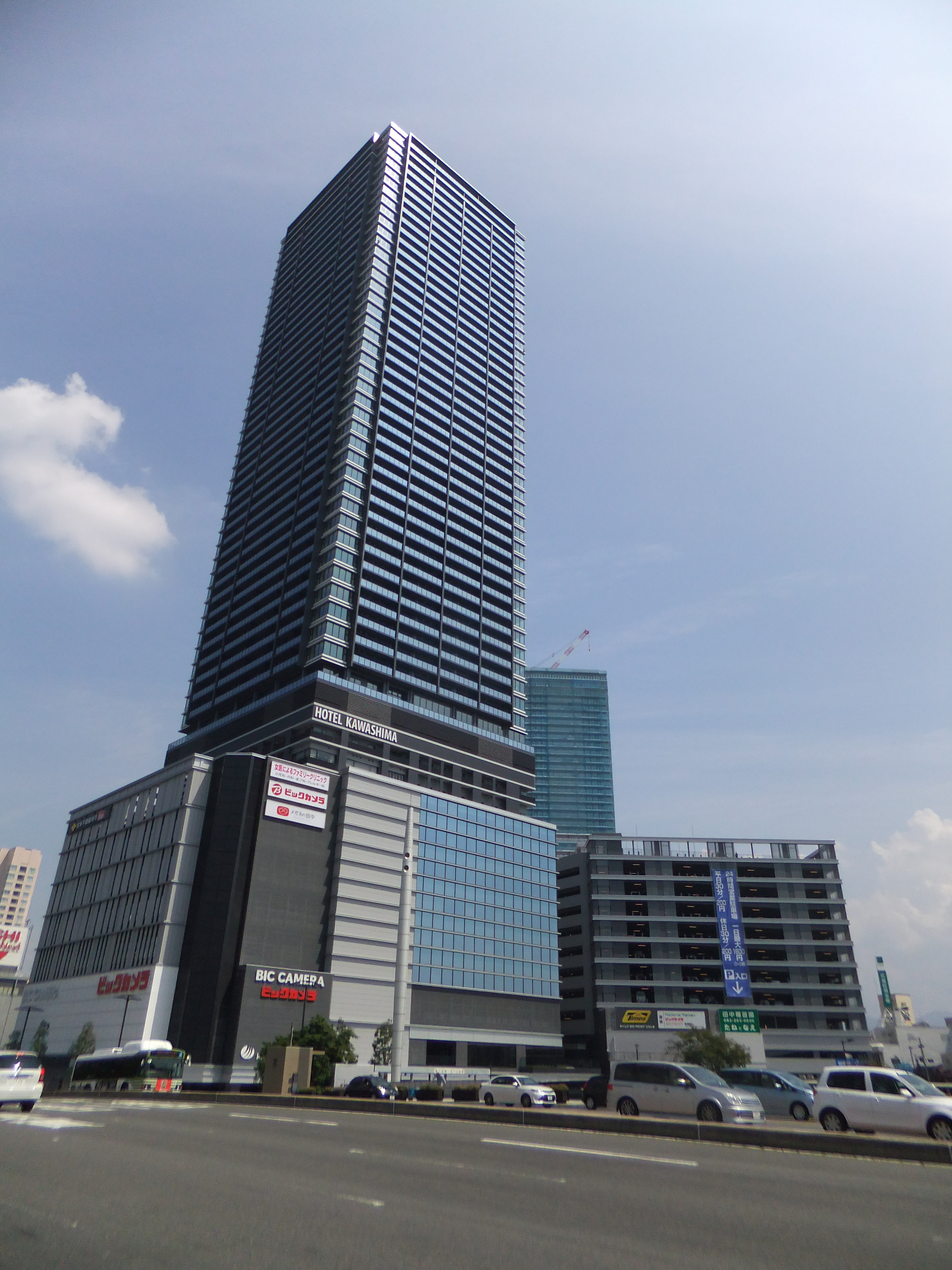
ビックカメラ・広島駅前店（BIG FRONTひろしま）
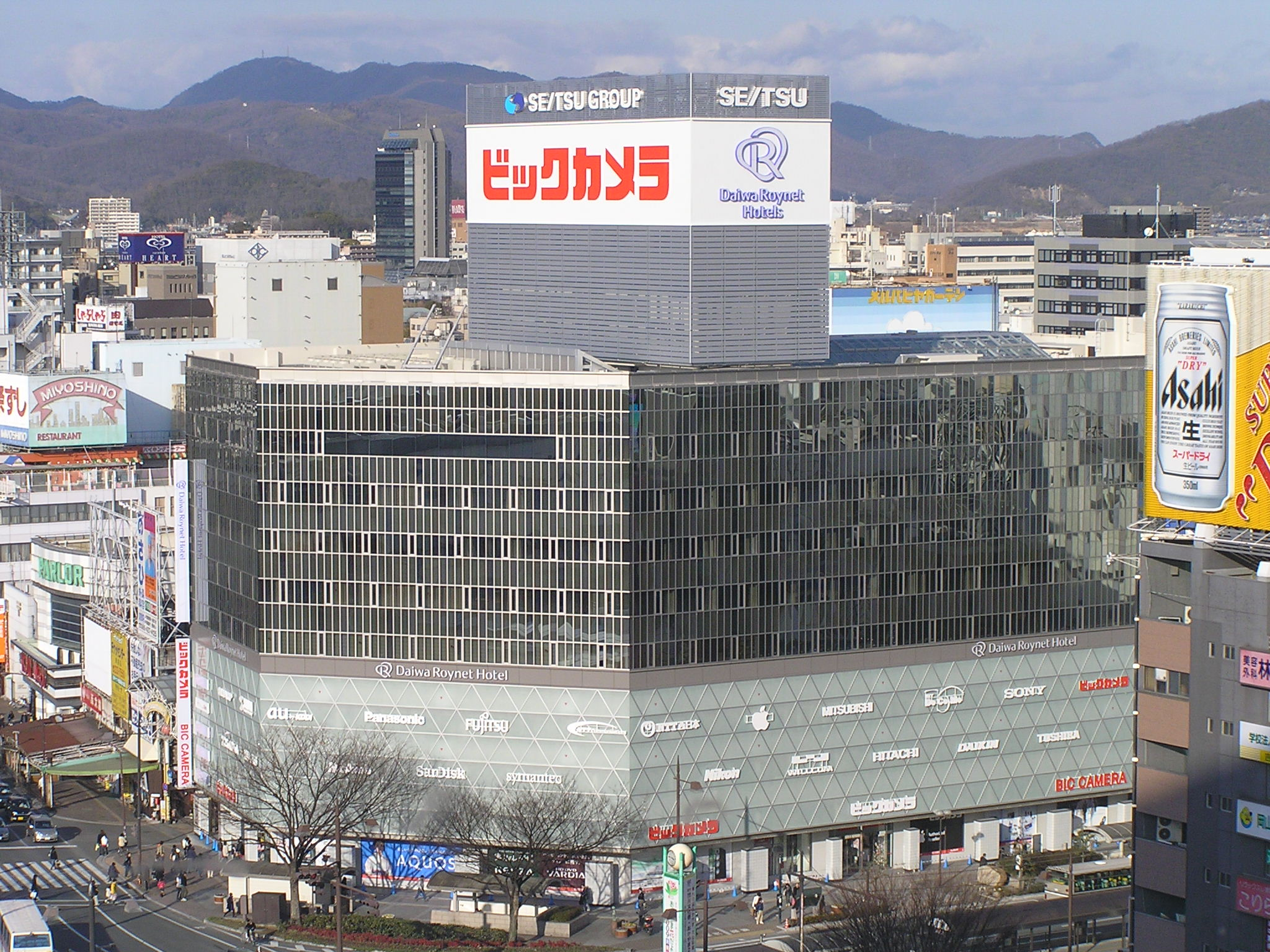
ビックカメラ・岡山駅前店（成通岡山ビル）
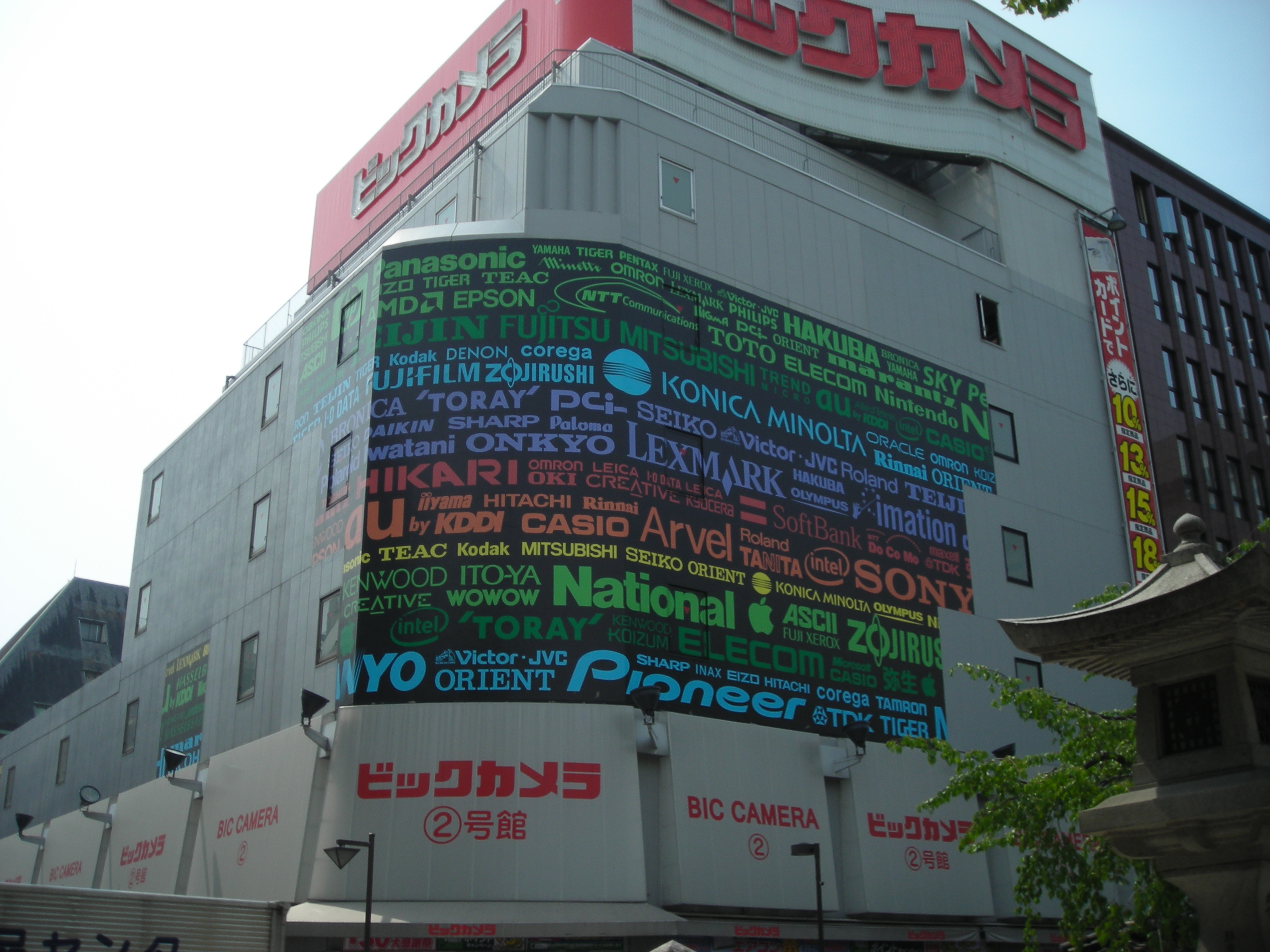
ビックカメラ 天神2号館
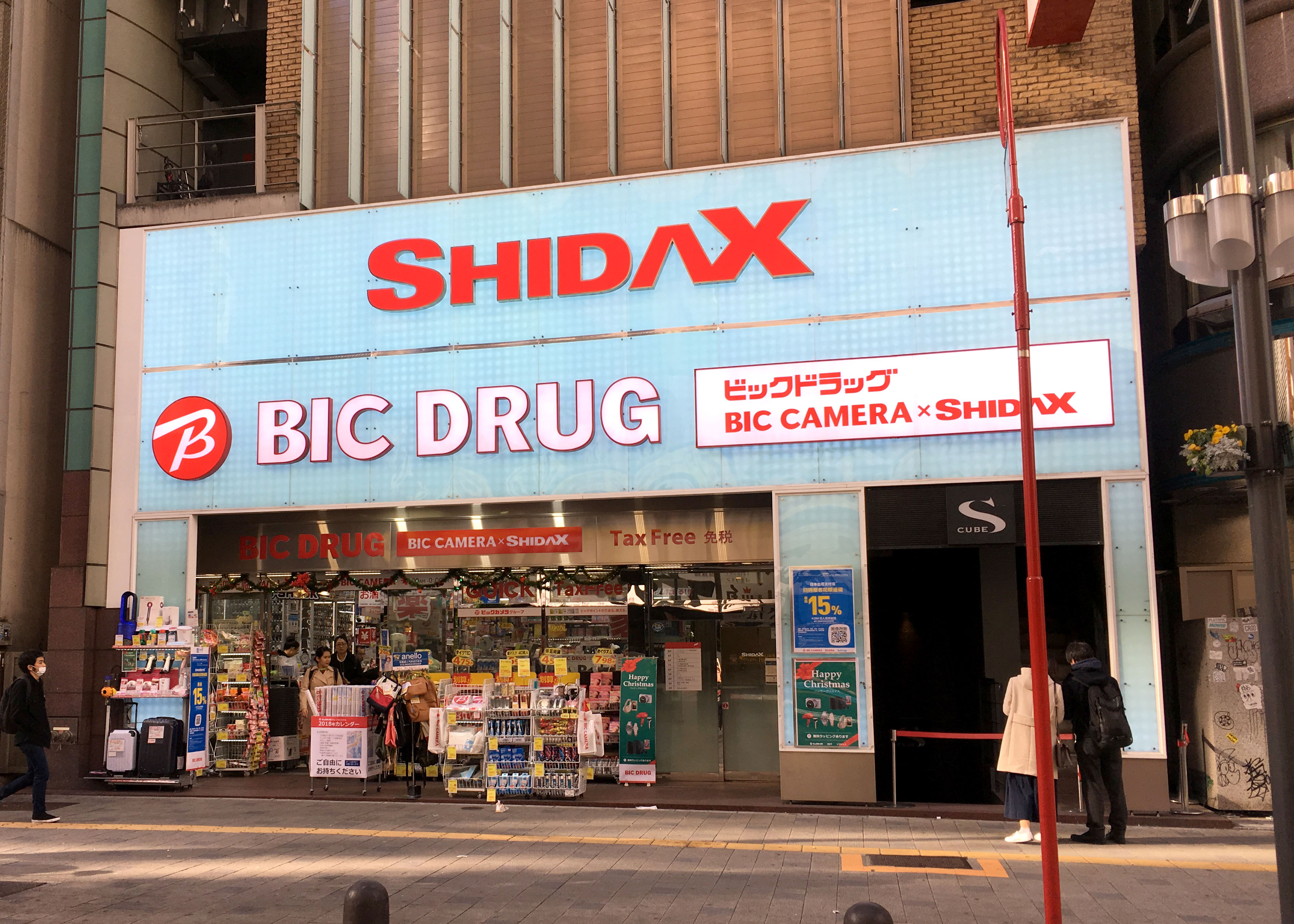
ビックドラッグ シダックス新宿セントラルロード店 (閉店済）
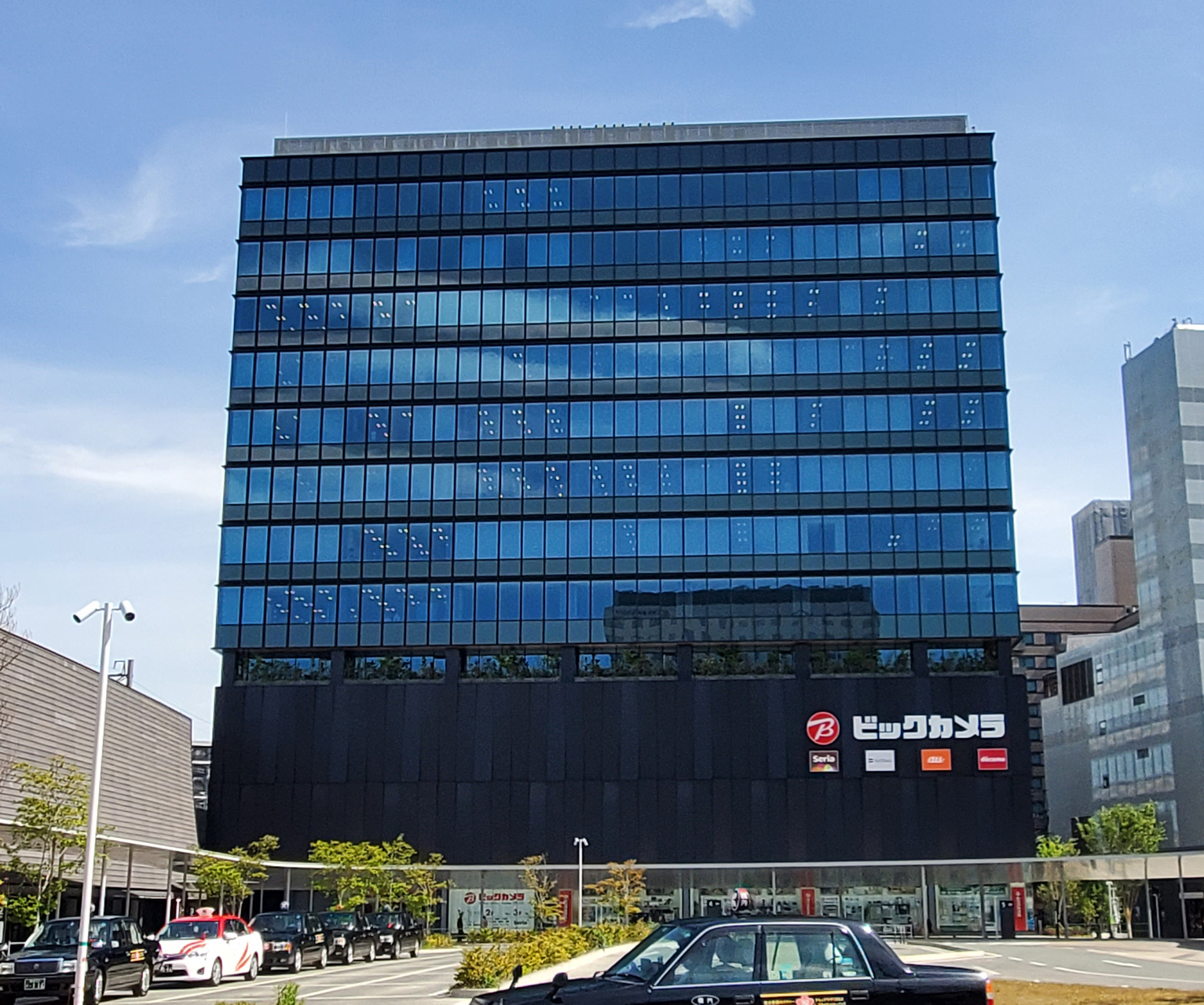
ビックカメラ アミュプラザくまもと店（JR熊本白川ビル）
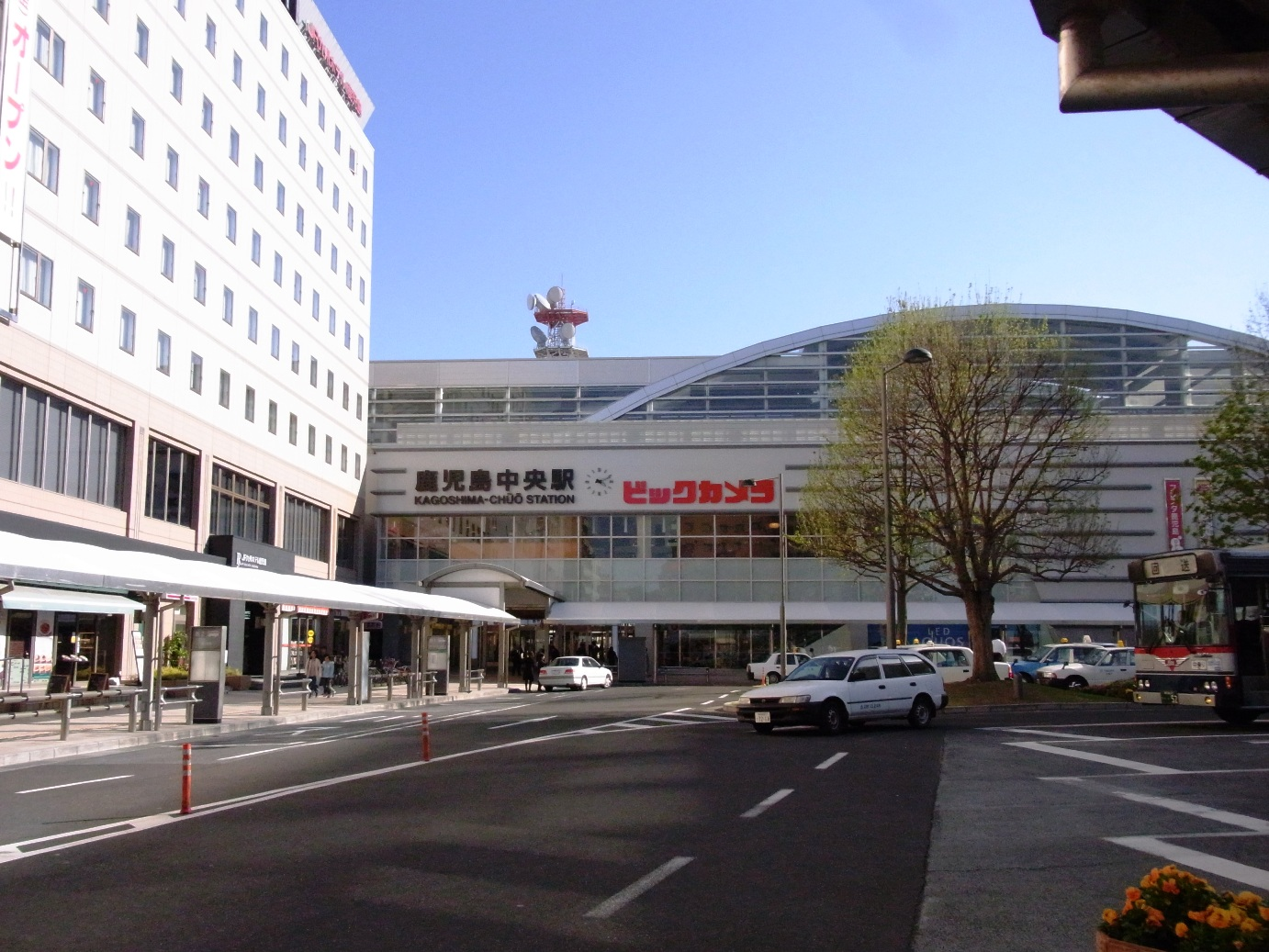
ビックカメラ・鹿児島中央駅店（AMU WE）

### 移転した店舗
- 札幌店 - 2023年9月1日移転。

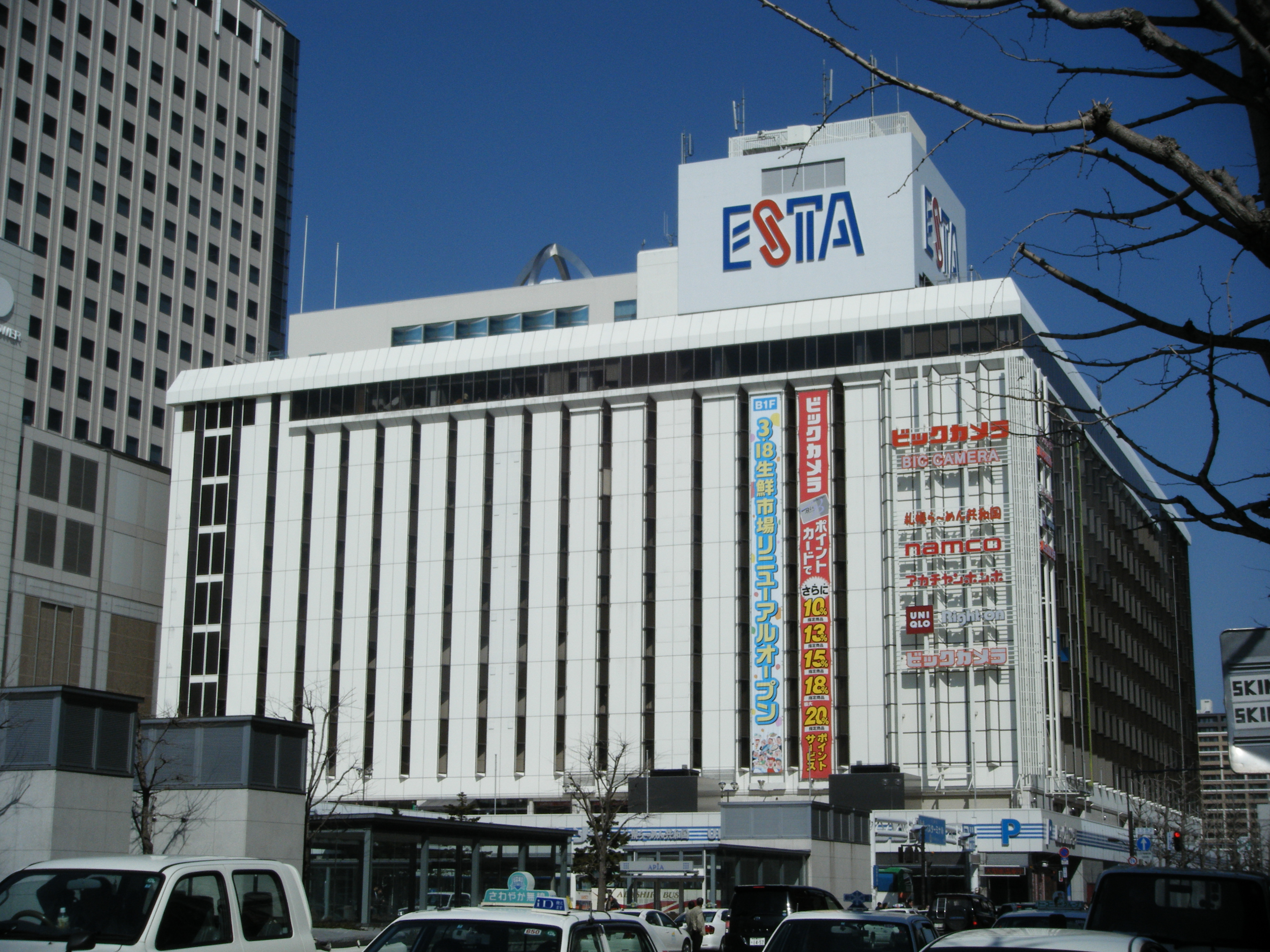
移転前のビックカメラ・札幌店（札幌エスタ）

### 閉店した店舗
- 池袋北口店 - 2002年9月閉店
  - 「池袋西口店」の開店に伴い閉店した。店舗跡は近年まで看板の跡が確認できたが、2023年7月ごろにはすでに解体されていた。
- 高崎西口店
- パソコン館新宿東南口店
- パソコン館新宿東口店
- 有楽町店テレビ館（旧・有楽町店別館） - 2011年5月22日閉店
  - 旧「有楽町ソフマップ」のリブランドによる出店。閉店後の2011年9月にロフトが進出し「有楽町ロフト」となった。
- 旧・新宿東口店 - 2012年7月1日閉店
  - 前述の「新宿東口新店」（現・ビックカメラ新宿東口店）の開店に伴い閉店した。店舗は建て替えられ、2020年12月18日にココカラファイン東京新宿三丁目店がオープンした。
- 地デジ・BS・モバイルセンター（博多） - 2012年8月31日閉店
- BIC PHOTO（池袋東口） - 2018年2月18日をもって単独店舗での営業終了
  - 2010年12月18日、写真プリントとアルバムなどの写真雑貨を中心とした路面店として開業。2018年2月19日から近隣の池袋東口カメラ館（2021年1月11日閉店）4階に移転し営業継続。
  - 店舗跡はグループ会社のソフマップが運営する中古品専門店「ソフマップ Re Collection」として2018年3月8日にオープン。
- ビックドラッグシダックス新宿セントラルロード店 -  2018年11月18日閉店。
- 池袋東口カメラ館 - 2021年1月11日閉店
  - 1992年6月に「池袋東口駅前店」としてオープン。2007年4月19日に「ビック・カメラ専門館」（現・ビックカメラ アウトレット池袋東口店）と入れ替わる形で「池袋東口カメラ館」となる[52]。跡地には2022年5月2日に「GiGO 池袋3号館」がオープン[53]
- 船橋東武店 - 2022年3月31日閉店。
  - 東武百貨店船橋店2・3階。2017年11月17日、船橋駅前の2店目の店舗としてオープンし、同時に京成船橋駅前の「船橋駅FACE店」もリニューアルを行った[54]。跡地は同業会社のノジマが入居し「ノジマ船橋東武店」として同年6月23日にオープンした[55]。
- セレクト四条河原町店 - 2022年3月31日閉店。
- ビックロ - 2022年6月19日閉店。
  - 2022年6月19日をもってビックロの中核店舗であるユニクロ新宿東口店が閉店。同年6月20日以降は「ビックカメラ新宿東口店」へ店名変更し営業継続。
- ビックトイズプライムツリー赤池店 - 2022年8月7日閉店。
  - ビックカメラの玩具売場「ビックトイズ」単独店としての1号店であった。跡地にはトイザらス赤池店が同年11月18日にオープンした。
- セレクト原宿店 - 2022年8月31日閉店。
- セレクト六本木駅店 - 2022年8月31日閉店。
- 町田店 - 2022年11月13日閉店。
  - 小田急百貨店町田店7・8階。同百貨店のリニューアル（2019年3月1日）に合わせ、2019年2月21日にオープンした[56][57]。百貨店へ続く店舗エレベーターに小田急電鉄の鉄道車両を模した装飾を施していたことでも知られたが[58]、ビックカメラの撤退によりエレベーターの小田急線風装飾も撤去された[59]。跡地のうち、7階部分は同業他社のノジマが入居し「ノジマ小田急町田店」として、2023年3月2日にオープンした[60]。
- JR京都駅店 - 2023年5月7日閉店。
  - 京都駅西洞院口を介して30番線に直結していたが、閉店とともに出入口も閉鎖された[注 12]。
- 聖蹟桜ヶ丘店 - 2023年8月16日閉店。
  - 京王聖蹟桜ヶ丘ショッピングセンターA館6階。さくらやからの転換で2010年3月2日にオープンした。店舗は子会社のコジマへ移管され、同年8月19日より「コジマ×ビックカメラ聖蹟桜ヶ丘店」として営業開始、同年9月1日に「パワーアップオープン」を行った[61]。
- 池袋SELECT - 2024年7月15日閉店。跡地は子会社のソフマップへ移管され、同年8月8日よりソフマップ池袋店として営業開始[62]。
- イトーヨーカドーたまプラーザ店 - 2025年1月31日閉店。
  - イトーヨーカドーたまプラーザ店3階の大部分。ビックカメラ閉鎖後はポッポのみが営業中。

#### ベスト電器提携関連
- ベスト広島店 - 2008年3月開店・2011年5月31日閉店
  - 旧「ベスト電器広島本店」（ひろしまMALL）にテナントとして出店。閉店後は「ベスト電器広島店」を核とする複合商業施設になったがのちに閉鎖された。なお5年後の2016年、広島駅前に「ビックカメラ広島駅前店」として再出店した。
- 香椎店 - 2011年1月閉店
- 山口店 - 2013年5月閉店
- 小倉南店 - 2013年5月閉店
  - 香椎店・山口店・小倉南店は、ベスト電器との共同出資会社「B&B」により運営されていた。全ての店舗がベスト電器からのリブランドで出店し、提携解消後は再度「ベスト電器」へリブランドされた。

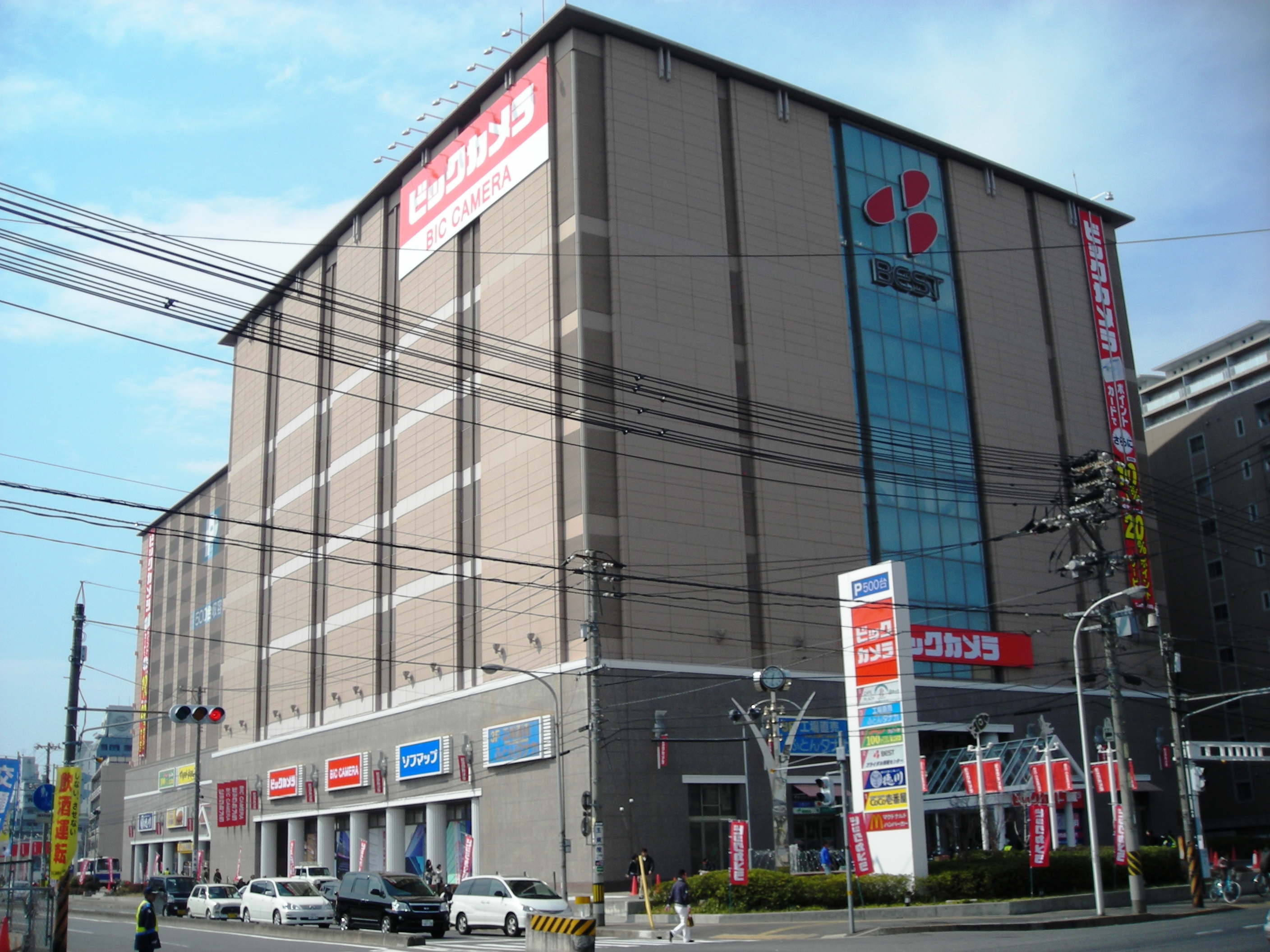
ビックカメラ・ベスト広島店（ひろしまMALL）
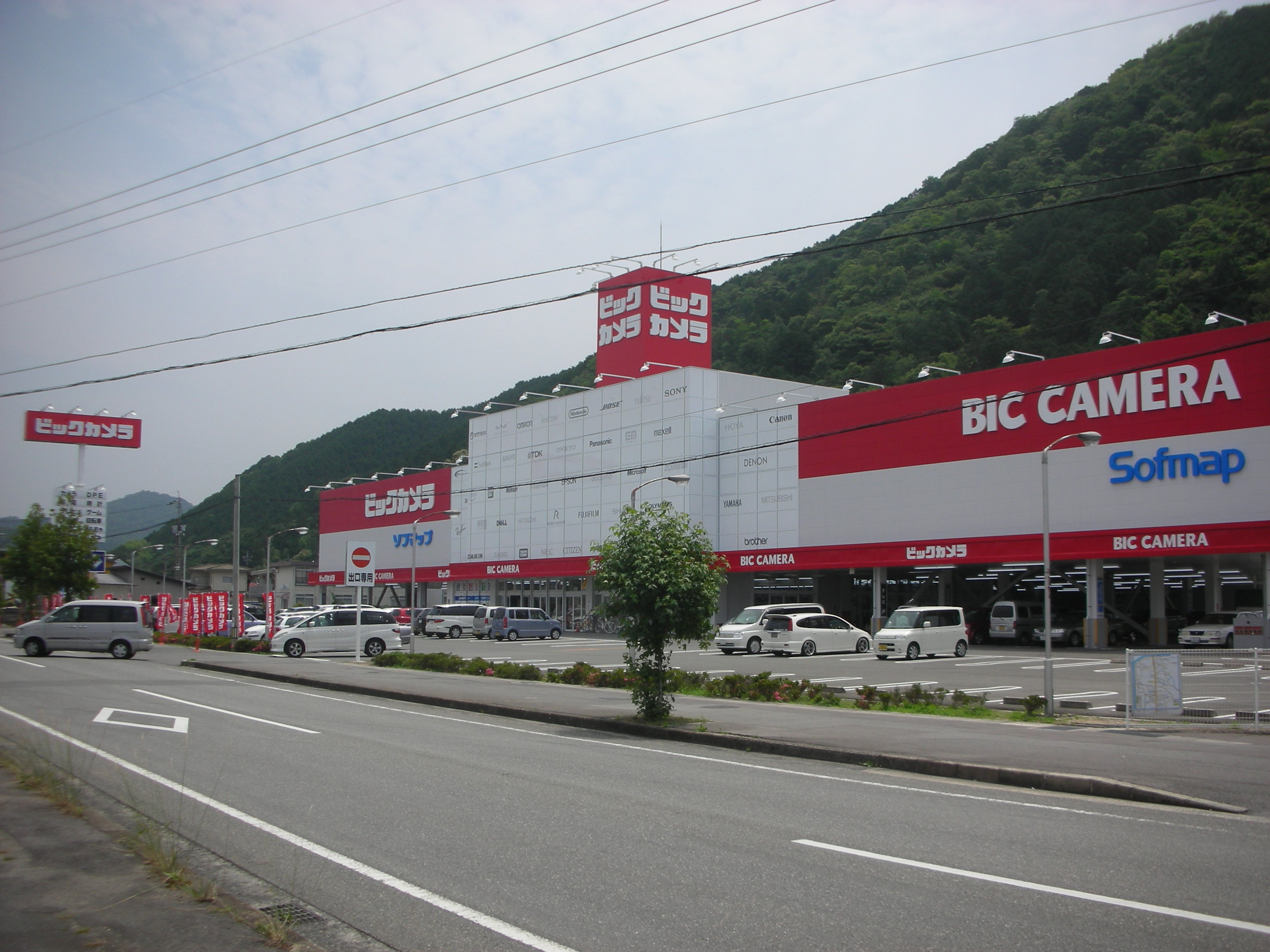
ビックカメラ・山口店

## サービス

### ビックポイント
レジカウンターで「ビックポイントカード」と呼ばれるポイントカードを発行していて、これを提示することにより購入金額に応じたポイントを蓄積することができる。蓄積されたポイントは次回の精算時に現金の代わりとして使用することができる。また、2005年より携帯電話各社のおサイフケータイに対応し、店頭での手続きと専用アプリをダウンロードすることで、携帯電話を対応レジでビックポイントカードとして利用できる「ビックポイント機能付ケータイ」サービスを実施していた。2017年8月現在は、スマートフォン向けアプリを提供しており、同アプリでポイントカード機能も利用出来るようになっている。楽天市場などと違い、ポイントを利用した分にはポイントが付かない。また、一部指定価格制度を導入しているメーカーの商品もポイント対象外となる（2024年9月現在はパナソニック、日立グローバルライフソリューションズ、iRobot製品が該当する）。
ポイントカードはビックカメラ・コジマ・ソフマップの店舗でビックカメラの「ビックポイントカード」・コジマの「コジマポイントカード」と「コジマお客様カード」・ソフマップの「ソフマップカード」の相互利用が可能になっている。また希望者にはピックポイントをコジマポイント・ソフマップポイントへ、コジマポイント・ソフマップポイントをビックポイントへ、コジマポイントをソフマップポイントへ、ソフマップポイントをコジマポイントへ移行するサービスも行っておりポイントを一つにまとめることができる。ベスト電器の子会社であった「さくらや」の一部店舗がビックカメラへ移行された際にも、さくらやのポイントをビックポイントへ1対1で移行するサービスが2010年3月1日より行われていた。
2012年3月に、日本航空・イオンと共同でJALマイレージバンク機能とWAON機能を追加した「BIC CAMERA JMB WAONカード」を発行開始した。同カードでは、買い物の際のポイントをビックポイントにするか、JALのマイルにするかを選択出来る。
UNIQLOとの共同出店店舗ビックロでは、ビックポイント1,500点を1,000円分のクーポン券に交換し、ビックロ内のUNIQLOの売り場に限り使用できる。

#### クレジットカード
クレジットカードにビックポイントカード機能を搭載した提携カードを複数発行している。カード種別によってクレジット支払い時のポイント還元（減算）率は異なる。また店舗以外でのショッピング等の支払によってビックポイントが加算されるカードとされないカートがある。括弧内は、発行するクレジットカード会社を示す。なお、2024年7月1日より頭に※の付いたカードは、+1%され11%ポイント還元になる（一部商品除く）。
- ※ビックカメラSuicaカード （株式会社ビューカード）
  - JR東日本（2010年1月まで）→ビューカードは2006年からビックカメラSuicaカードの発行をしており、首都圏を中心とした店舗を対象として発行している。カード自体は全店舗で利用可能。なお、本カードは対象店舗において申込み・即日発行が可能。首都圏以外では愛知県の名古屋駅西店や九州内各店舗（小倉南店と、地デジ・BS・モバイルセンター博多を除く）で、首都圏店舗と同様の申込み・即日発行が可能となっている[注 14]。
- ※ビックカメラJ-WESTカード （西日本旅客鉄道株式会社、三菱UFJニコスへバックオフィス業務委託）
  - 2009年2月1日より、JR西日本が関西・中国地区の店舗を対象として発行している。カード自体は全店舗で利用可能。新幹線のエクスプレス予約に対応した「エクスプレス」と、年会費が年に一回利用すれば無料の「ベーシック」の2種がある。カード利用時も付与ポイント率が減算されず、尚かつ0.5%のWESTERポイントが貯まる。
- ビックカードインターナショナル （株式会社クレディセゾン、旧UCカード株式会社）
  - ビックカメラSuicaカードやビックカメラJ-WESTカードのVISAブランドの発行開始に伴い、店頭での新規募集（申込書の常備）は縮小している。
  - リボルビング払い専用カードの「ビックカードインターナショナルFreeBO!」も募集されている。
  - ビックカメラグループのクレジットカード会員限定で行われる抽選販売では対象外となることがある。
  - 2022年頃にタッチ決済に対応するリニューアルが行われた。ただしビックカメラはタッチ決済に対応していない。
- ビックArubaraカード （株式会社ジェーシービー）
  - JCB Arubaraカード同様、新規発行を停止している。
  - あるとき払い型カード「Arubara」提携カードであり、全ての利用分がリボルビング払いとなる。
- ※BIC CAMERA JQ SUGOCA / BIC CAMERA JQ SUGOCAエクスプレス（株式会社ジェーシービー）
  - JR九州のJQ CARDホームページおよび九州内のアミュプラザ、コジマ×ビックカメラを含むJQ SUGOCAカウンターで受付。JR九州が発行しているJQ SUGOCAにビックポイントカードの機能を備えたもの。JRキューポ（2017年6月まではJQポイント）とビックポイントの相互交換に対応する。カード利用時も付与ポイント率が減算されず、尚かつ0.5%のJRキューポが貯まる。他のJQ SUGOCA同様、SUGOCAのオートチャージにも対応。BIC CAMERA JQ SUGOCAエクスプレスは、BIC CAMERA JQ SUGOCAにエクスプレス予約対応を付加したもの。

### メイワンでの割引
浜松店は、メイワンのテナントである関係で、メイビーワンポイントカード（メイワンの地下の地下食品売り場のポイントカード）の提示（この場合は支払い方法を問わない）またはメイワンフレンズカードセゾン利用で、土・日・祝日は通年2%割引となる。

### 長期保証
- 13,800円（税抜）以上の商品を購入時、レジで長期保証を希望することを告げ、購入金額の5%をポイント（購入商品で付くポイントを使用）で支払うことによって、保証書に記載されている保証期間から保証期間を延長することができる。ただし、PC本体のみ免責1万円が発生する。なお、エアコン・冷蔵庫の10年長期保証は、95,000円（税抜）以上の商品が対象。
  - 10年：エアコン・冷蔵庫
  - 5年：カメラ関連・白物・黒物家電等
  - 3年：PC・PC関連・ゲーム機・ポータブルオーディオ等

### ビック買取マネー
子会社のソフマップが導入していた「プールポイント」をグループ3社に拡大したもので、グループ各社の買い取りカウンターでの買い取りおよび買い取りアプリ「ラクウル」での買い取り時に指定することで、特定の割合（ソフマップのプレミアムCLUBカード（クレジット版）は11%、ノンクレジット版は10%、その他のカードは5%）をボーナスとして付与される電子マネー。買い取りマネー使用時のポイント還元率は現金と同じ。ビックカメラとコジマのカード会員はアプリ会員であることが必要で、ソフマップカード会員はそのまま利用できる。ただし、インターネットでの使用はソフマップドットコムのみで、ビックカメラ.comおよびコジマネットでは使用できない。

## テレビショッピング
2009年7月より子会社日本BS放送の「BS11」で『ビックカメラ タイムセールTV』という生放送番組を放送している。ビックカメラ店員が生出演して商品紹介を行う。放送は毎週金曜日で、11:00、14:30、17:30、19:00と4回（いずれも1時間枠）放送する。2012年4月より『ビックカメラ テレビ通販本店』と名乗っている。2013年3月に終了してからは不定期で『ビックカメラLIVEショッピング』を放送。2023年からは『BS11テレビショッピング』として毎週土曜日15:00に放送している（30分枠、収録番組）。
また、BS11とは別に、同じ『ビックカメラ タイムセールTV』というタイトルで2011年10月 - 2012年3月まで、独立局でも毎回5,6局の同時ネットにより同様の生放送を行っていた。独立局13局全てで放送実績がある。一部は、上記日本BS放送の放送を同時ネットすることもある。主に土日の放送が多く、多くの独立局が『JRA競馬中継』放送後である15時台、または19時台の放送が多い。これは、同じく独立局で同時ネットされているジャパネットたかたの生放送とほぼ同様である。2012年4月以降は、再度土曜日にジャパネットたかたのテレビショッピングを放送するようになった。

## CM
代表的なビックカメラのCM提供番組に関するエピソードのみ記す。
独特のCMソングに乗せた大量のテレビCM、ポイントシステム、店舗の立地条件などの点で、ヨドバシカメラ同様の経営戦略・マスメディア対策の指向を持つ。テレビCM等においては賛美歌「まもなくかなたの」の替え歌（札幌・池袋・AKIBA・横浜・名古屋・名古屋JRゲートタワー・大阪なんば・福岡天神の全8種類）が使用され、オリジナルの池袋・AKIBA以外は一般公募によって歌詞が作られている。また、ビックロ（新宿東口新店）は新しい歌詞が作られ（CMなどでは2番までしか使われないが7番まである）、水木一郎が歌唱していた（ただし、店内BGMではバックコーラスのみ）。2023年7月下旬から、歌詞に池袋駅に乗り入れる8路線を織り込んだ新バージョンの使用を開始している。2024年3月1日からはJR池袋駅の山手線ホームにてこのCMソングが発車メロディとして用いられている。
なお、関西で展開している同業他社のナニワ商会（カメラのナニワ）も同じ曲の替え歌を用いている。
ビックカメラのCMソングは、「まもなくかなたの」の替え歌である俗謡「たんたんたぬき」と同じように初めの4小節だけを2度繰り返して歌う。池袋バージョンの歌詞は創業者である新井相談役によるものである。
現行アレンジの池袋版が、家電量販店のCMソングを集めたコンピレーション・アルバム『エレクトリックパーク』（ポニーキャニオン）に収録されている。
池袋東口のオープン初期は当時の名物店員が「3割・4割引は当たり前ー!!ここが安さのー!!ビックカメラー!!」と絶叫するものであり、その店員がスーパーマン風のコスチュームを着た「激安マン」に扮していた時期もあった。

### 提供番組
特記なき限りテレビ東京。放送エリアに店舗のないテレビ局（三重テレビは名古屋版を放送）や店舗のない地域にも放送されるBSテレ東が提供番組をスポンサードネットされる場合、主に企業そのもののイメージCMまたはインターネットショッピング『ビックカメラ.com』のCMが放送される。

#### 現在の提供番組
- ワールドビジネスサテライト（テレビ東京系列、岐阜放送、びわ湖放送、奈良テレビ、テレビ和歌山、BSテレビ東京）
- 所さんの学校では教えてくれないそこんトコロ!
- 火曜エンタ
- ありえへん∞世界
- ZIP!(日本テレビ)
- ぶらり途中下車の旅(日本テレビ)
- グッド!モーニング(テレビ朝日)
- 報道ステーション(テレビ朝日)
- 中居正広の土曜日な会(テレビ朝日)
- THE TIME,(TBSテレビ)
- サンデーモーニング(TBSテレビ)
- めざましテレビ(フジテレビ)
- めざましどようび(フジテレビ)
- Live News イット!(フジテレビ)
- 川島明　そもそもの話(TOKYO FM)[80]

#### 過去の提供番組
- おはようニュース&スポーツ（TBSテレビ）
- おはようスタジオ
- スポーツ魂
- メガスポ
- neo sports
- 木曜洋画劇場
- ファミっ子大集合
- 平成女学園
- 新世紀ワイド時代劇・壬生義士伝〜新選組でいちばん強かった男〜

その他にはPTでは『ニュースTODAY』にメガTONネットワークでCMが放送されていた。

## 子会社・事業部

### 連結子会社
- 株式会社コジマ - 家電量販店

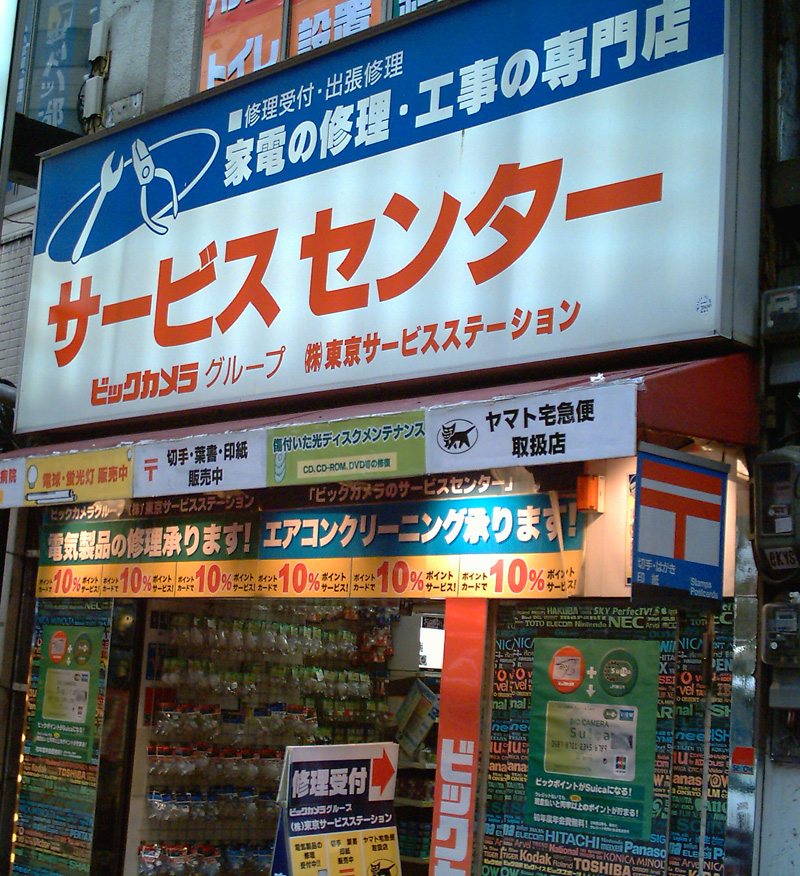
東京サービスステーション サービスセンター・池袋店

- 株式会社ソフマップ - パソコン・デジタル機器量販店および旧ビックアウトレットのアウトレット家電商品の販売店を運営（池袋東口店・町田店・横浜ビブレ店・なんば店ザウルス2）。
- 株式会社生毛工房 - 寝具の製造、ビックカメラ店内にて販売
- 株式会社ビック酒販 - ビックカメラ店内にて酒類・飲食物の販売
- 株式会社ラネット - ビックカメラ等店内にて移動体通信機器の販売、auショップ・ワイモバイルショップ・ソフトバンクショップの運営[81]、仮想移動体通信事業「BIC WiMAX SERVICE」事業者[82]
- 株式会社東京サービスステーション - 家電商品の取付
- 株式会社ジェービーエス - 一般貨物運送業
- 株式会社東京計画 - 広告代理業及び不動産業の賃貸・管理及びゴルフ場の運営
- 東京カメラ流通協同組合 - 共同金融事業
- 日本BS放送株式会社 - BSデジタル放送「BS11」の放送事業者
- 豊島ケーブルネットワーク株式会社 - 東京都豊島区のケーブルテレビ事業者
- Air BIC株式会社 - 日本空港ビルデングとの共同出資。「Air BIC CAMERA」を運営している企業（公式サイト）。
- 株式会社WILBY - インターネットビジネスの企画・開発・運営。モノメディア「SAKIDORI」を運営している企業（公式サイト）

### 事業部
- ビックカメラ トイズ事業部（略称：ビックトイズ） - ビックカメラ店内や単独店舗にて玩具類の販売
- ビックカメラ スポーツ事業部（略称：ビックスポーツ） - ビックカメラ店内にてゴルフ用品、自転車、健康器具類の販売
- ビックカメラ コンタクト事業部（略称：ビックコンタクト） - 眼鏡、コンタクトレンズ類の販売、無料視力測定などを行っている。店舗はビックカメラ店内のテナントとして入居（過去には単独店舗も存在）しており、ビックカメラのポイントカードも利用可能である。
- アップルソリューション事業部 (略称：AS事業部） - Apple製品の販売、Apple製品の修理(Apple正規サービスプロバイダ)の運営。

## 同業他社との統合の模索
前述のように、ビックカメラは2012年6月26日よりコジマを連結子会社にしているが、それ以前においても、同業となる他の総合家電量販会社との資本提携・経営統合を模索してきた歴史がある。

### エディオンとの提携（現在は解消）
2007年2月8日、家電量販売上高2位の株式会社エディオンと同5位の株式会社ビックカメラが資本・業務提携を発表した。今後2年間で経営統合を実施して業界1位の株式会社ヤマダデンキ（2006年度3月期決算・1兆2,839億円）と肩を並べる1兆1,950億円（両社合算の2006年度3月期決算）規模になる予定だった。しかし3月30日、両社は上記経営統合協議の中止を発表した。
その理由は、ビックカメラがエディオン傘下に入るとの報道にビックカメラ経営陣が不満を抱き、協議中止を申し入れたためとされる。業務提携に関しては予定通り継続して進めることも同時に発表された。その後、ビックカメラがデオデオの本拠地である広島市やエイデンの大型店がある浜松市に進出し、エディオンとビックカメラが競合する地域もある。この両社の業務提携は、2009年2月8日の期間満了で契約を更新せず、エディオンとビックカメラの業務提携は解消された。結局、相互の取締役派遣は中止し、取得した株式については両社で協議することになった。

### ベスト電器との提携（現在は解消）
2007年9月20日に、当時ライバル企業のヤマダ電機が株式の取得を進めていた、株式会社ベスト電器との間で資本・業務提携契約を締結。10月5日にベスト電器の第三者割当増資により9.33%の筆頭株主となる。その後、ベスト電器広島本店を「ビックカメラベスト広島店」としてリニューアルするなどした（のちに、同店舗はビックカメラとしては閉店し、再びベスト電器の店舗に戻って営業していた。提携終了後、広島駅前に場所を変えビックカメラ単体で再出店）。その後、2008年8月と10月にベスト電器株式を追加取得して15.03%まで比率を上げ、同社を持分法適用関連会社としていた。
2009年3月19日に、ベスト電器90%・ビックカメラ10%の出資で株式会社B&Bを4月に設立する事で合意し、その後、実際にベスト電器の大型店舗数店舗が、ビックカメラのフランチャイズ店舗としてリニューアルされ、運営されていた。尚、現在は、これらの店舗はビックカメラとしては全店閉店し、再度“ベスト電器”に戻っている。また、2010年2月をもって全店舗閉店したベスト電器の100%子会社であったさくらやの店舗のうち、新宿東口・船橋・聖蹟桜ヶ丘・相模大野の4店舗を引き継ぎ、同年2月21日から3月4日までに順次ビックカメラとして開店した。これらのさくらやから引き継いだ店舗については、現在もビックカメラとして営業を継続している。
ビックカメラは、2012年5月11日のコジマとの資本・業務提携発表当時には「ベスト電器との関係は現状を維持する」としていた。その一方でベスト電器は、2012年7月13日のヤマダ電機との提携発表時に、ビックカメラとの業務資本提携の解消を申し入れているとしていた。
結果的には、2012年12月21日にビックカメラからベスト電器に送られていた役員2人が退任。2013年3月31日に正式に提携解消した。

## その他

### 支払方法
| 支払い方法                         | 支払い方法 | アプリ会員還元率（1都3県指定店舗のみ）      | カード会員（JAL&Bicジョイントサービス）     |
| ---------------------------------- | --- | ------------------------------------------- | ------------------------------------------- |
| クレジットカード・ブランドデビット | ビックカメラグループクレジットカード（ビックカメラSuicaカード・ビックカメラ J-WESTカード・ビックカメラ JQ SUGOCA・コジマ×ビックカメラカード）                                             | 11%（リボ・分割3回払い以上時は請求時に+1%） | 11%（リボ・分割3回払い以上時は請求時に+1%） |
| クレジットカード・ブランドデビット | ビックカード インターナショナル | 10%                                         | 10%                                         |
| クレジットカード・ブランドデビット | 一般クレジットカード（JCB・VISA・Mastercard・Diners・AMEX・Discover・銀聯） | 10%                                         | 8%                                          |
| キャッシュカード                   | J-Debit | 10%                                         | 10%                                         |
| 商品券                             | ビックカメラ商品券・コジマ商品券・ビックカメラギフトカード | 10%                                         | 10%                                         |
| 商品券                             | JCB・DC・UFJ・ニコス・UC・VJA・ダイナース・AMEX・びゅうギフトカード | 8%                                          | 8%                                          |
| 商品券                             | JCBプレモ | 8%                                          | 8%                                          |
| 商品券                             | 図書カード（書籍のみ） | 8%                                          | 8%                                          |
| 商品券                             | ビックカメラ株主様お買い物優待券・コジマ株主様お買い物優待券 | 0%                                          | 0%                                          |
| 商品券                             | 日本空港ビルデング株主優待券（Air BIC CAMERA店舗のみ） | 8%                                          | 8%                                          |
| 電子マネー・バーコード決済         | 楽天Edy・WAON・nanaco・ゆめか（広島駅前店のみ）・くまモンのIC CARD（アミュプラザくまもと店のみ） 交通系ICカード（Kitaca・Suica・PASMO・TOICA・manaca・ICOCA・SUGOCA・nimoca・はやかけん） | 10%                                         | 10%                                         |
| 電子マネー・バーコード決済         | iD・QUICPay | 10%                                         | 8%                                          |
| 電子マネー・バーコード決済         | PayPay・LINE Pay・d払い・au Pay・楽天Pay・メルペイ・J-Coin Pay・AEON Pay・QUOカードPay | 10%                                         | 8%                                          |
| 電子マネー・バーコード決済         | Alipay（支付宝）・銀聯QR・WeChat Pay（微信支付）・JKOPAY（街口支付）・NAVER Pay | 10%                                         | 8%                                          |
| ローン                             | オリコショッピングローン | 1%                                          | 1%                                          |
| その他                             | ビック買取マネー | 10%                                         | 10%                                         |
| その他                             | ビットコイン（bitFlyer社のウォレットのみ） | 10%                                         | 10%                                         |
| その他                             | 代引き | 10%                                         | 10%                                         |
| その他                             | 銀行振込 | 0%                                          | 0%                                          |
| 共通ポイント                       | dポイント・楽天ポイント | 8%                                          | 8%                                          |
| 共通ポイント                       | Pontaポイント | 0%                                          | 0%                                          |

- 一部の支払い方法は組み合わせることが可能。
- dポイント・楽天ポイント・Pontaポイントに加算する場合は、付与されるビックポイントの50%（半分）となる。
- 地域振興券等で支払う場合のポイント率は、商品券と異なる場合がある。

### エピソード
- 東京地区の店舗のみ、読売ジャイアンツ（巨人）の協賛パートナーとしてペナントレース・日本シリーズの優勝記念セール、優勝を逃した場合の「応援感謝セール」を実施している。かつては北海道地区などでも実施していた。これは、読売会館に入居して長年巨人の優勝セールを実施してきたそごうの倒産撤退後、2001年から同所にビックカメラが入ったことによる。ビックカメラ有楽町本館には読売ジャイアンツグッズの常設販売店もある。ただし、池袋地区の店舗は埼玉西武ライオンズ優勝協賛セールを実施する場合がある（02・08年は双方の優勝セールを実施）。この他、札幌店は北海道日本ハムファイターズ、柏店[注 17]・船橋駅店は千葉ロッテマリーンズ、なんば店・京都店はオリックス・バファローズ、広島駅前店では広島東洋カープのスポンサーになっており、2016年と2017年のセントラル・リーグ優勝時には優勝記念セールを、2017年の日本シリーズ後には応援感謝セールを実施[90][91]、九州地区（天神1号館・2号館・アミュプラザくまもと店・鹿児島中央駅店）は福岡ソフトバンクホークスの「優勝記念セール」・「応援感謝セール」を実施している[注 18]。また、地元にJリーグのクラブチームがある店舗でもそのチームの「応援感謝セール」が行われている場合がある[注 19]。柏店では柏レイソルの「応援感謝セール」を実施している。なお、2019年以降巨人の優勝セールを複数店舗で実施している小売業者はビックカメラのみである。
- 名古屋駅西店に関しては、名古屋グランパスエイトのクラブパートナーになっているため、Jリーグのシーズン中、ホームゲームのチケットを試合前日・当日・翌日のいずれかに持参すると、1000円以上の商品全品で2%ポイントが上乗せされる「応援セール」を行っている[注 20]。

- 高崎東口店は1986年6月の開店当初、建物全体にオレンジ色の蛍光塗料が塗られていた。この塗料は通常のものに比べて刺激が強く[注 21]、建築物への使用は塗料メーカーでも想定されていなかった[94]。開店後には「目がチラチラする」「景観が損なわれた」との苦情が市に寄せられ[95]、9月には高崎市が色の改善を求める要請を[94]、10月には勧告を出した。行政当局がビルの色に改善勧告を行ったことは当時としては全国でも極めて異例で[96]、11月にはビックカメラ側が市役所に対し色の改善を申し出た[97]。翌年5月には日本色彩研究所などの意見を受けて目に柔らかい肌色に塗り替えられたが、「オレンジはシンボルカラー」との理由で店舗の外周の部分に縁取りとして元の色が残された[93]。
- かつて毎日新聞社と共同でインターネットサービスプロバイダ「Webnik（ウェブニック）」を運営していたことがある（2000年10月に業務終了）。
- 湾岸戦争の際、フランスの参戦に抗議してワイン、ブランド品などのフランス製商品の不買運動を展開し、1995年にフランス・中国が相次いで核実験を実行した時には、店舗外壁に「核実験反対!」の横断幕を掲げた。
- 有楽町本館と池袋本店パソコン館にて、エプソンダイレクトのパソコンの展示・発注と受託をしている。
- 2015年4月よりアイティオール（ナイセン）と共同でTwitterにおいて水戸駅店の擬人化（店舗独自のキャラクター）企画を開始。その後擬人化対象店舗が増え、その総称として「ビッカメ娘」として展開を行っている[98][99]。読みは「こ」ではなく、「むすめ」である[100]。

## 不祥事

### 不適切な会計処理
ビックカメラは、2002年に池袋本店などの不動産証券化を実施し、信託受益権を約290億円で有限会社山三マネジメントに売却し、2007年に買い戻している。それに関する2008年2月中間決算での清算金約49億円の利益計上が、虚偽記載に当たるのではないかと問題になった。
有限会社山三マネジメントの290億円の調達のうち14億5000万円が、ビックカメラからの劣後匿名組合出資であった。また、有限会社山三マネジメントの全持分を有するケイマン諸島のSPCは、無議決権優先株式すべてについてビックカメラが保有していた。これだけであれば、ビックカメラのリスク負担額が約5%であったため、会計処理上ビックカメラが売却取引として処理して問題はなく、実際にそのように処理されていた。
しかし、290億円の調達のうち75億5000万円が、株式会社豊島企画からの優先匿名組合出資であった。豊島企画は、2002年8月に形式上無関係の3名が出資して設立された会社であったが、その出資はビックカメラ関連会社の東京企画の保有現金から事実上なされたもので、会計処理上、東京企画から新井社長（当時）への貸付金として処理されていた。また、豊島企画の出資した75億5000万円は、新井社長（当時）の保有するビックカメラ株式を担保として借り入れた金であった。そのため、豊島企画は、実質的には新井社長（当時）が支配する会社で、ビックカメラの子会社に当たった。そうであれば、ビックカメラのリスク負担額は約31%であり、信託受益権の売却は、ビックカメラからの金融取引として処理されなければならないのであり、虚偽記載に当たるのではないか問題となった。
これを受けて、2009年1月16日に、東京証券取引所は、ビックカメラ株式を監理銘柄（審査中）に指定。ビックカメラでは、2009年2月20日に、7期分の過年度決算を修正するとともに、責任を取って新井会長（当時）が相談役に退いた。証券取引等監視委員会は、ビックカメラと新井元会長へ課徴金の納付命令を行うよう、金融庁に勧告した。金融庁は新井元会長については違反事実がないと決定した。
その後、2009年3月24日には「訂正内容は重要ではあるものの、その影響が重大であるとまでは認められない」として管理銘柄指定の解除がなされ、上場は維持された。

### 労働問題
社員に対するサービス残業が常態化していたとされ、それに対して元従業員が残業代の支払を求めて提訴。2004年11月には労働基準法違反（割増賃金未払等）容疑で、本部ビルや店舗など計4か所の家宅捜索を受け、新井社長（当時）を含む役員ら8人が労働基準法違反容疑で東京地方検察庁へ書類送検されるに至った。これら一連の経緯を経て、2004年12月にビックカメラ労働組合が結成（UIゼンセン同盟に加盟）され、2005年3月に会社は未払いだった賃金約30億円を従業員らに支払った。

### 注
1. ↑  店舗の区分は、HPの案内に従う。
2. ↑  当時、「○割・○割引は当たり前」というフレーズのインパクトのあるCMを積極的に流していた。
3. ↑  1 - 6階と地階
4. ↑  当時のマスコミは「老舗の百貨店が凋落し、家電量販店が超一等地の有楽町へ出店・台頭した一例」として大きく報じた。首都圏でのCMでは有楽町本館の外観が必ず登場するなど、有楽町本館がビックカメラの旗艦店となっており、テレビ番組でビックカメラの取材が行われる場合も、使用されるのは専ら有楽町本館である。
5. ↑  ただし、さくらやから継承した店舗は新宿東口駅前店以外、すべて駅直結の商業施設や駅前の再開発ビル内に出店している店舗である。
6. ↑  ベスト電器関連の店舗やさくらやからの継承店舗は除く[注 5]
7. ↑  ビックカメラは、2002年から2007年まで、日本経済新聞の「活気ある会社ランキング」で「6年連続No.1」であった。
8. ↑  ベルビー赤坂への居抜き出店
9. ↑  BIG FRONTひろしま (再開発ビル)への入居
10. ↑  一人暮らしや新婚時の家電一式購入、法人向け景品など
11. ↑  ただし、宇都宮駅前（ウツノミヤテラス）などはコジマ×ビックカメラ形態としての出店である。
12. ↑  ただし、子会社のコジマが同じ京都市内にコジマ×ビックカメラ高野店を出店している。
13. ↑  既に「ビックポイントカード」を所持している場合や、おサイフケータイが故障してFelicaの削除が出来ない場合は、店頭で「ビックポイント付ケータイ」と紐付けされたポイントカードを新規作成させ、既存のポイントを移行させる手続きが必要である。
14. ↑  福岡・天神と鹿児島（の店舗）に関しては、本カードがテレビCMでも紹介されている。また、福岡・天神の店舗においては、SuicaがJR九州のSUGOCA、西日本鉄道のnimoca、福岡市交通局の“はやかけん“との相互利用が可能な点を店内でも掲示し、当カードのメリットとしてアピールしている。ただし、後述のBIC CAMERA JQ SUGOCAが登場してからは同カードへの案内に変わっている。
15. ↑  東京メトロポリタンテレビジョン・岐阜放送・びわ湖放送は『JRA競馬中継』の放送なし。元々、土日の15時台は多くの独立局が競馬中継の中断時間であったため、独立局全体としてテレビショッピングの編成が多い時間帯である。
16. ↑  山手線・湘南新宿ライン・埼京線・東武東上線・西武池袋線・丸ノ内線・副都心線・有楽町線
17. ↑  かつては同じ建物にそごう柏店が存在しており、そごうではそごう・西武として埼玉西武ライオンズの応援セールを行っているため、建物内で競合していた。2016年9月にそごう柏店が閉店したため、現在は応援セールの競合はない。
18. ↑  セントラル・リーグの東京ヤクルトスワローズはヨドバシカメラ、横浜DeNAベイスターズはノジマ、中日ドラゴンズはエディオン（統合前のブランド名はエイデン・デオデオ）、阪神タイガースは上新電機 (Joshin) といずれも競合他社がスポンサーとなっているため、これらのセールの対象とはなっていない一方、広島東洋カープやパシフィック・リーグの球団は競合他社（広島東洋カープ＝エディオン・旧デオデオ、日本ハム＝100満ボルト・ソフトバンク＝エディオン・旧デオデオ）がスポンサーであっても実施している。なお、エディオンが中日のスポンサーとなる前の2009年までは名古屋駅西店で他店同様にセールを実施していた。
19. ↑  プロ野球同様、競合他社がスポンサーの場合は実施しない。例えば水戸駅店（水戸ホーリーホックはケーズデンキがスポンサー）、かつてのベスト広島店（サンフレッチェ広島はエディオン（旧：デオデオ）がスポンサーかつオーナー企業）等である。
20. ↑  同様のサービスは、愛知県内のソフマップ・コジマでも受けられる。
21. ↑  塗料メーカーは「3倍遠くから半分の時間で目につく」と謳っていた[93]。